# Scharnerweg
De Scharnerweg (Maastrichts: Sjaanderweeg) is een weg of straat in de Nederlandse stad Maastricht. De straat was vanouds onderdeel van een belangrijke uitvalsweg op de rechter Maasoever, de Oude Akerweg. Sinds 1962 ligt aan de westzijde de Scharnertunnel, die voor een snelle verbinding met de binnenstad zorgde. Tot omstreeks 1990 was de weg onderdeel van de provinciale weg 590. Sinds de opening van de Koning Willem-Alexandertunnel in 2016 behoort de drukke, gelijkvloerse kruising met de N2 tot het verleden. De straat heeft een gemengde bebouwing, merendeels uit de eerste helft van de twintigste eeuw.

## Naamgeving
Wanneer de straatnaam Scharnerweg (tot omstreeks 1925 ook Scharnderweg) officieel werd vastgesteld is niet bekend, maar zowel de naam als de weg zelf zijn zeer oud. De aanduiding 'weg' geeft aan dat dit oorspronkelijk een landelijke weg was. Het huidige karakter van de weg is meer dat van een stadsstraat. De aansluitende Bergerstraat heeft juist een suburbaner karakter. De Scharnerweg is genoemd naar het gehucht Scharn, dat enkele kilometers ten oosten van middeleeuws Maastricht lag. De buurt Scharn, zoals die door de gemeente is vastgesteld, is veel groter dan de oorspronkelijke kern, waardoor de Scharnerweg nu gedeeltelijk in Scharn ligt. Wellicht heeft de naam Schaandertweg dezelfde oorsprong, alhoewel daarover ook andere theorieën bestaan.

## Ligging
De Scharnerweg ligt op de rechter Maasoever, geheel binnen de grenzen van de wijk Maastricht-Oost. Binnen deze wijk doorsnijdt de straat de buurt Wyckerpoort en vormt vervolgens de grens tussen twee andere buurten, Wittevrouwenveld en Scharn. De straat is min of meer oost-west georiënteerd. De huisnummering verloopt van oost naar west, zoals gebruikelijk in Maastricht. De Scharnerweg telt aan de noordzijde acht zijstraten, waarbij aangetekend moet worden dat de Groene Loper geen officiële straatnaam is. Van west naar oost: Meerssenerweg, Professor Pieter Willemstraat, Koningsplein, (Groene Loper), Eburonenweg, Paltsstraat, Koning Clovisstraat en Aldegondaplantsoen. Aan de zuidzijde zijn zeven zijstraten: Heerderweg, Oranjeplein, (Groene Loper), Hunnenweg, Heerdergroenweg, Mockstraat en Sibemaweg, waarbij hetzelfde voorbehoud geldt met betrekking tot de Groene Loper.

## Verkeer en inrichting
De Scharnerweg is bijna een kilometer lang. De breedte varieert tussen de twintig en dertig meter. De straat bestaat uit een tweebaans rijweg, waar over de hele lengte verkeer in beide richtingen is toegestaan. Parkeren is toegestaan in de aangegeven parkeervakken. In het westelijk deel zijn naast de tunnelmond ventwegen aanwezig, waar eenrichtingsverkeer geldt. Fietsers maken verplicht gebruik van de ventwegen. De ventwegen gaan aan de oostzijde over in circa 2,5 meter brede fietstunnels. De zuidelijke fietstunnel eindigt in de Akerstraat; de noordelijke, met een bocht, op het Stationsplein. De laatste is gecombineerd met een voetgangerstunnel, waarvan de oostelijke toegang zich bij de spoorweg aan de Meerssenerweg bevindt. De voetgangers- en fietstunnels zijn fysiek gescheiden van de hoofdtunnel.
Het wegdek van de Scharnerweg bestaat uit asfalt, met uitzondering van de ventwegen in het westelijk deel en de parkeerstroken, die een klinkerbestrating hebben. De hoofdtunnel heeft nog de oorspronkelijke inrichting met betegelde wanden. Het wegdek van de noordelijke fietstunnel is geasfalteerd; dat van de zuidelijke bestaat uit betontegels. De trottoirs zijn geplaveid met stoeptegels. Op de ventwegen ontbreken de fietsstroken, die elders in de straat wel aanwezig zijn. Bij het Koningsplein-Oranjeplein liggen de fietspaden geheel vrij. De tunnel wordt over bijna de gehele lengte gescheiden van de ventwegen door middel van een laag betonnen muurtje, deels met ijzeren balustrade. De kruisingen met de Groene Loper en de Koning Clovisstraat/Sibemaweg, alsmede de splitsing bij de Bergerstraat en de Wethouder van Caldenborghlaan, zijn ingericht als rotondes. Ter hoogte van het Vrijheidspark is de weg voorzien van een extra brede middenberm, zebrapaden en een fietsoversteekplaats, waardoor recreanten hier veilig kunnen oversteken. Hier en ter hoogte van de huisnummers 34 en 41 zijn haltes voor stads- en streekbussen. De Scharnerweg is grotendeels boomloos, op enkele bomen op rotondes en in privétuinen na. Alleen bij het Vrijheidspark en de Groene Loper heeft de straat een 'groene' uitstraling met vooral aan de kant van het Koningsplein forse bomen. In 2024 werden subsidies van het Europees Fonds voor Regionale Ontwikkeling bestemd om de Scharnerweg aanzienlijk te vergroenen, onder andere door klimaatadaptieve bomen en struiken te planten op een niet meer in gebruik zijnde busbaan. Ook wordt er gewerkt aan het beter opvangen van regenwater.

## Geschiedenis

### Middeleeuwen en Ancien Régime
De Scharnerweg was onderdeel van de middeleeuwse – mogelijk Romeinse – weg van Maastricht naar Aken, de Oude Akerweg, soms aangeduid als Keulsestraat. In het verleden hebben (amateur)historici gemeend dat deze weg deels samenviel met de heerbaan naar Keulen (de Via Belgica), maar die laatste liep door het Geuldal, zoals onderzoek heeft aangetoond. De weg naar Aken liep vanaf de Romeinse brug van Maastricht via de Rechtstraat, Hoogbrugstraat, Akerstraat, Scharnerweg en Wethouder van Caldenborghlaan naar Scharn, en vandaar waarschijnlijk via Bemelen, Gasthuis, Heerstraat, Scheulder, Ingber, Gulpen en Vaals naar Aken. Hoewel een Romeinse oorsprong niet is uitgesloten, is het aannemelijker dat de weg is ontstaan in de karolingische tijd, nadat Karel de Grote zijn hoofdpalts in Aken had gevestigd. Voor een oudere oorsprong pleiten dan weer de vondst van een Romeins grafveld aan de Schaandertweg (vermoedelijk bij een Romeinse villa), de aanwezigheid van de (thans verdwenen) grafheuvel "De Tombe" aan de Bemelerweg, en een enkele waarneming in 1920 van een donkergekleurd kiezelpakket aan de zuidkant van de Scharnerweg.
Het gebied ten oosten van Wyck wordt op oude kaarten aangeduid als Wyckerveld. Dit gebied werd aan de oostzijde begrensd door een oude Maasarm, die tussen Heugem en Limmel fungeerde als overlaat bij hoge waterstanden. De Scharnerweg, en andere wegen die door het winterbed liepen, stond om die reden geregeld onder water. Het herstel van de waterschade was telkens een kostbare aangelegenheid. De hier gelegen landerijen waren alleen geschikt als grasland. Verder naar het oosten lag het Wittevrouwenveld, zo genoemd naar de bezittingen van het Wittevrouwenklooster, waarvoor de Wittevrouwenhof in Scharn als centrale hof fungeerde. Ten zuiden van de Scharnerweg lag het Mockveld.
Het is niet geheel duidelijk onder welke jurisdictie de Scharnerweg tijdens het ancien régime viel. De weg vormde vanouds de grens tussen Amby en Heer. Amby behoorde tot het Land van Valkenburg, dat vanaf de veertiende eeuw onder Brabants, vanaf de zeventiende eeuw onder Staats bestuur stond. De dorpen Scharn en Heer behoorden tot de elf banken van Sint-Servaas. Andere gebieden in deze omgeving behoorden tot de graafschap van de Vroenhof. Verder bezat de stad Maastricht de jurisdictie over het buitengebied dat binnen de zogenaamde banmijl lag, terwijl de tienden toekwamen aan het kapittel van Onze-Lieve-Vrouwe of de pastoor van Wyck. In de achttiende eeuw, en waarschijnlijk al eerder, deelden de stad Maastricht, het kapittel van Sint-Servaas (als souverein van Heer) en de Staten-Generaal (als souverein van Amby) de zeggenschap over de Scharnerweg. Het toezicht op het onderhoud van de weg lag bij de rijproost van het kapittel. Het onderhoud zelf was de taak van de eigenaren van percelen die aan de weg grensden. Daarover ontstonden regelmatig conflicten, voor het eerst vermeld in 1458.
Aan de Scharnerweg, volgens sommige auteurs bij de hoek met de Eburonenweg, volgens anderen op het terrein van de Albert Heijn-supermarkt, lag het leprozenhuis, ook wel aangeduid als "Lazerije" of "Het Siecken". Niet alleen bevond het zich daar op veilige afstand van de stad, ook waren er voldoende passanten voor het inzamelen van aalmoezen door de lepralijders. De leprozerie was in de twaalfde eeuw gesticht en werd in 1503 herbouwd. Op een zeventiende-eeuwse landmeterskaart is de "Lazerije" afgebeeld als kapel. Een kapel was zeker onderdeel van het complex, want bekend is dat de Maastrichtse augustijnen er de mis lazen en daarvoor in 1586 drie mud koren ontvingen. Het Siecken viel blijkbaar (deels?) onder Luiks bestuur, want in 1656 besloot de Luikse raad het batig saldo over te hevelen naar het pesthuis bij het Capucijnenklooster (zie: Huis in de Tuin). Nadat het gebouw bij het beleg van 1673 was verwoest, werden de restanten in 1697 in opdracht van het stadsbestuur afgebroken. De resterende goederen waren al eerder naar de liefdadigheidsinstelling van de Grote Heilige Geest gegaan (zie: Heilige Geestkapel).
In dezelfde omgeving bevond zich een galgenveld, het "Gerecht van Wyck" genoemd. De daar opgestelde galgen konden volgens de Alde Caerte (1284) zowel voor Luikse als Brabantse Maastrichtenaren gebruikt worden. Op de Dousberg stond de galg van de Vroenhof. Soms werden tijdelijke galgen opgericht, in de stad of op de stadsmuur. Mogelijk is het Gerecht van Wyck te zien op het Gerechtigheidspaneel (Jan van Brussel, ca. 1475), dat zich tot 2018 in het Stadhuis van Maastricht bevond, sindsdien in het Bonnefantenmuseum. Het schilderij bevat een panorama van Maastricht, dat echter niet geheel waarheidsgetrouw is weergegeven. Rechts zijn vijf of zes galgen te herkennen; links daarvan enkele daken, die Het Siecken zouden kunnen voorstellen.
Zowel de leprozerie als het galgenveld zijn afgebeeld op een kaart van het beleg van Maastricht door Frederik Hendrik in 1632. Hoewel enigszins vertekend en waarschijnlijk primair bedoeld voor militair gebruik, lijkt de kaart topografisch vrij nauwkeurig. De Scharnerweg met diverse vertakkingen is duidelijk herkenbaar. Het galgenveld (Pilorie de Wyck) bevond zich op een 'eiland' tussen diverse wegen, mogelijk niet meer dan een middenberm van de Scharnerweg, zodat reizigers links en rechts passeerden. Bij dit eiland splitste zich de Scharnerweg in (mogelijk) de huidige Bergerstraat en Wethouder van Caldenborghlaan, en takte nog een weg in zuidelijke richting af, misschien een voorloper van de Mockstraat. Het Siecken (La Ladrye, afgeleid van het Franse ladrerie of maladrerie) bevond zich volgens deze kaart iets ten westen van het galgenveld, aan de noordzijde van de weg, op de hoek van de Scharnerweg en een niet meer bestaande weg richting Limmel.
Op de genoemde kaart is verder geen bebouwing aan de Scharnerweg te zien. Of die er wel geweest is, valt niet met zekerheid te zeggen. Minstens één nog bestaand pand (nr. 91) is achttiende-eeuws, terwijl ook het pand op de hoek van de Paltsstraat (Scharnerweg 38) een hoge ouderdom lijkt te hebben. Andere bebouwing is mogelijk in de loop van de negentiende of twintigste eeuw verdwenen, of al eerder, als gevolg van de vele belegeringen. De Scharnerweg werd in 1699 en 1718 met kiezel verhard. In de loop van de achttiende eeuw lijkt de rol van de Oude Akerweg uitgespeeld. Wellicht werd die rol deels overgenomen door de weg over Berg en Terblijt, Valkenburg en Heerlen, die mogelijk al in 1778 werd verhard. Deze weg splitste zich bij het begin van de huidige Bergerstraat van de Scharnerweg af, een situatie die nog herkenbaar is in de 'vork' ter plaatse.

### Negentiende eeuw
In de Franse Tijd (1794-1814) vervielen de oude grenzen en privileges. Kloosters en kapittels werden opgeheven en hun bezittingen bij opbod verkocht. Ook het Wittevrouwenklooster en het kapittel van Sint-Servaas trof dat lot. Hun bezittingen gingen over naar particulieren. In 1795 werden de communes Amby en Heer (aanvankelijk Heer en Keer) ingesteld. De Scharnerweg vormde de grens. Pas in 1920 kwam daarin verandering, toen grote delen van Amby en Heer, waaronder de gehele Scharnerweg, bij Maastricht werden gevoegd.
In 1817 (maar mogelijk eerder) was de weg naar Valkenburg geplaveid. Deze (langere) route naar Aken was nu definitief aantrekkelijker dan de oude, onverharde weg over Bemelen. Na 1824 nam de betekenis van de Oude Akerweg verder af door de opening van de Akersteenweg. Deze nieuwe steenweg liep vanaf de Duitse Poort naar het zuidoosten over de huidige Heerderweg en boog daarna af naar het oosten. Op de kadasterkaart van 1842 is te zien hoe de wegen zich toen buiten de vesting vertakten: naar het noorden de weg naar Meerssen, naar het oosten de weg naar Scharn / rijksweg naar Valkenburg, naar het zuidoosten de weg naar Heer /rijksweg naar Aken, en naar het zuiden de weg naar Heugem. Omstreeks 1860 veranderde de wegensituatie ten oosten van Wyck opnieuw door de aanleg van de spoorlijn Maastricht-Luik. Er kwam een spoorwegovergang tussen de huidige Akerstraat en Scharnerweg, waarna de aftakkingen naar de Meerssenerweg en de Heerderweg in oostelijke richting opschoven. Al in 1891 werd geklaagd over de lange wachttijden bij de overweg, wat pas zeventig jaar later tot de aanleg van een tunnel zou leiden. De opheffing van de vestingstatus en de sloop van de vestingwerken maakten na 1867 het rechttrekken van de oostelijke uitvalsweg mogelijk.
Op de kadasterkaart van 1842 is verder te zien dat de Scharnerweg in die tijd drie zijstraten had: de Wittevrouwenweg, die iets ten oosten van de huidige Groene Loper naar het noorden liep, en aan de zuidzijde de Heerdergroenweg en de Mockstraat, die beide nog bestaan. De meeste percelen hadden een agrarische bestemming. Enkele grondbezitters waren: de familie Schoenmaeckers (bewoners van de Withuishof aan de Bergerstraat), de postmeester Bonhomme, de koopman-bierbrouwer Nicolaas Antoon Bosch, het R.K. Weeshuis en "de Hospices", ofwel het Burgerlijk Armbestuur. De schaarse bebouwing aan de Scharnerweg lag geheel in het oostelijk deel. Hier lagen acht bebouwde percelen, waarvan zeven ten oosten van de Heerdergroenweg. Mogelijk bleef het westelijk deel van de weg zo lang onbebouwd omdat het gebied te drassig was. Hier lag immers het winterbed van de Maas. De architect Albert Hendrik van Rood bezocht in 1916 Scharn en merkte op dat de gebouwen hoog lagen ten opzichte van de holle weg en de ramen hoog in de muur geplaatst waren, waarschijnlijk uit voorzorg om het water buiten te houden.
Opvallend op de kadastrale kaart is het dichtbebouwde perceel aan de noordzijde van de weg bij de 'vork'. Op dit perceel stonden zes of zeven gebouwen, waaronder een smederij en een jeneverstokerij. Een deel van het complex was in handen van de hierboven genoemde familie Schoenmaeckers, die hun aandeel in 1842 echter verkochten aan de weduwe Hennus-Frijns. Deze liet een deel van de bebouwing slopen om er een groot buitenhuis voor in de plaats te bouwen. In 1896 verwierf de succesvolle ondernemer Eugène Regout, zoon van Petrus (I) Regout, het goed. Het buitenhuis werd aan de smaak van de tijd aangepast en kreeg de naam Villa Aldegonda, waarschijnlijk naar de overleden moeder van de eigenaar, Aldegonda Regout-Hoeberechts. Eugène Regout woonde er niet zelf – hij bewoonde met zijn gezin sinds 1880 de veel grotere Villa Wyckerveld aan de Meerssenerweg –, maar verhuurde het pand aan zijn pas gehuwde dochter Maria en haar man Theodoor Jansen. Na 1904 woonde Eugène Regout jr. er waarschijnlijk enige tijd, waarna het huis nog diverse malen van eigenaar en bewoners wisselde. Na een periode van verval werd de villa in de jaren 1990 afgebroken.
Van 1876 tot 1934 had de handboogschutterij Sint-Sebastianus een buitensociëteit en oefenweide aan de zuidzijde van de Scharnerweg, nabij het tegenwoordige Oranjeplein.

### Eerste helft twintigste eeuw
Aan het begin van de twintigste eeuw was de Scharnerweg volop in ontwikkeling. De spoorwegovergang tussen de Akerstraat en de Scharnerweg was, zeker na de bouw van Station Maastricht in 1912, toen de daar gelegen overweg verviel, verreweg de drukste in Wyck. Omdat de overweg het toegenomen verkeer niet aan kon – mede doordat de spoorbomen vaak en lang gesloten waren – werd ten zuiden hiervan, tussen de Duitsepoort en de Heerderweg, een nieuwe spoorwegovergang aangelegd. Voetgangers die wilden oversteken konden vanaf 1916 gebruik maken van een houten passerelle over het spoor, die vanaf de zuidzijde van het Stationsplein naar de Meerssenerweg voerde.
Het drukke verkeer op de hoofdweg naar Valkenburg en Heerlen trok allerlei bedrijvigheid aan. Vanouds lagen hier enkele cafés en land- en tuinbouwbedrijven. In 1902 werd op een terrein aan de Scharnerweg (bij de Eburonenstraat) de tinfabriek Urania gevestigd. Het bedrijf, opgericht door Frederik Regout, was geen lang leven beschoren, maar de producten, veelal in sierlijke jugendstilvormen, zijn gezocht door verzamelaars. In 1910 ging de fabriek ter ziele. In 1913 was op het terrein een wasserij gevestigd; vanaf 1919 de broodfabriek De Kroon.
Op de hoek van de Scharnerweg en de Wittevrouwenweg, thans een buurtwinkelcentrum, stond sinds 1876 de Villa Providentia, later bekend als Villa Roovers. De villa werd rond 1890 bewoond door notaris Jan Pieter Boots en zijn gezin. In 1900 verrees op het villaterrein de eerste Nederlandse appelwijnfabriek Dona Mosae ("geschenk van de Maas"), die echter maar kort bestond; in 1903 ging het bedrijf failliet. De fabrieksdirecteur en bewoner van de villa, ene De Vries, verkocht het terrein aan een kloosterorde, die het enkele jaren later doorverkocht aan de familie Roovers. Vanaf 1923 was op het terrein, wellicht in een nog bestaande fabriekshal van Dona Mosae, de kachelpijpenfabriek Bertrams gevestigd, een van oorsprong Duits bedrijf. In 1946 werd het bedrijf in het kader van de herstelbetalingen overgenomen door het Roermondse Cox-Geelen. Het bedrijf verhuisde in de jaren 1970 naar een industrieterrein in Eijsden.
Op Scharnerweg 167, vlak bij de iets later gebouwde Koepelkerk, bevond zich vanaf circa 1910 de woning annex werkplaats van mozaïek- en terrazzowerker Jos Lizier. In het naastgelegen pand Scharnerweg 165 (oorspronkelijke nummering 119) vestigde zich omstreeks dezelfde tijd het garagebedrijf Gabral, begin jaren 1920 overgenomen door N. Fissette & Zn. Nicolas Fissette was vertegenwoordiger van een tiental auto- en motormerken en breidde de activiteiten uit met een Caltex benzinepomp, een autoverhuurbedrijf, een taxibedrijf en zelfs een buslijndienst naar Meerssen, via Amby. Het bedrijf telde op zeker moment ongeveer honderd medewerkers. In 1928 werd even verderop, op nummer 137 (toen 97), een tweede showroom in gebruik genomen. Beide panden zijn nog als zodanig te herkennen; op nr. 165 is nog steeds een autobedrijf gevestigd. Op het achterterrein van nr. 139 was van circa 1916 tot 1973 de ijswafelbakkerij N.V. Biscuiterie Maestrichtoise gevestigd. Het bedrijf was in 1911 opgericht in de Zakstraat en was van 1912 tot 1916 gevestigd aan de Lage Barakken. In 1922 werd een filiaal in Aken geopend. In 1973 werd de fabriek aan de Scharnerweg door brand verwoest.
Meteen na de annexatie van delen van Meerssen, Amby en Heer in 1920 gingen in Wyckerpoort en Wittevrouwenveld grootschalige woningbouwprojecten van start. Aan de Scharnerweg zelf verrezen diverse bouwwerken in de stijl van het nieuwe bouwen, waaronder de Koepelkerk en de Sint-Angelaschool, beide van Alphons Boosten en Jos Ritzen (1921, 1922), het Sonnehuys van Frits Peutz (1933) en diverse woonhuizen ontworpen door J. Schoonlingen (1928-1935). Andere gebouwen kregen een traditioneler uiterlijk, zoals de Marechausseekazerne (1914), het ambtenarenwijkje op de hoek van de Meerssenerweg en de Professor Pieter Willemsstraat (1921), en diverse villa's en herenhuizen.
In de jaren 1920 en tijdens de crisisjaren 1930 kwam door de Maaswerken en het dempen van de Oude Maasarm rondom Wyck, een einde aan de voorheen regelmatig optredende overstromingen en werd het gebied ten westen van de Wittevrouwenweg (het huidige Koningsplein-Oranjeplein) bewoonbaar. Honderden arbeiders werkten in het kader van de werkverschaffing aan de ophoging van het gebied, waarvoor de Limburgsche Tramweg-Maatschappij, via een voor die gelegenheid aangelegd tramspoorlijntje, klei aanvoerde vanuit een groeve in Heer. Ook werden er grote hoeveelheden huishoudelijk en fabrieksafval gestort.
De Tweede Wereldoorlog liet  ook aan de Scharnerweg zijn sporen na. Zowel de Duitse bezetters als de Amerikaanse bevrijders trokken via deze straat Maastricht binnen. Op Scharnerweg 57 woonde van circa 1938 tot 1942 de familie Butterteig. De joodse textielhandelaar Nachman Butterteig (1889-1943) en zijn vrouw Frimet (1899-1943) waren afkomstig uit de omgeving van het Poolse Krakau. Na een tijdlang in Galicië, Essen en Rijsel gewoond te hebben, verhuisden ze in 1934 met hun twaalfjarige zoon Jaques naar Maastricht. Daar werd een jaar later hun zoon Josef geboren. In augustus 1942 werden Nachman, Frimet en Josef gedeporteerd naar Auschwitz, waar ze in februari 1943 werden vermoord. Jacques verbleef op het moment van deportatie in het ziekenhuis Calvariënberg en kon daarna onderduiken. Hij overleefde de oorlog en verhuisde naar Israël. Op 26 juni 2018 werden ter herinnering aan de drie vermoorde leden van de familie Butterteig drie struikelsteentjes geplaatst voor het pand Scharnerweg 57.

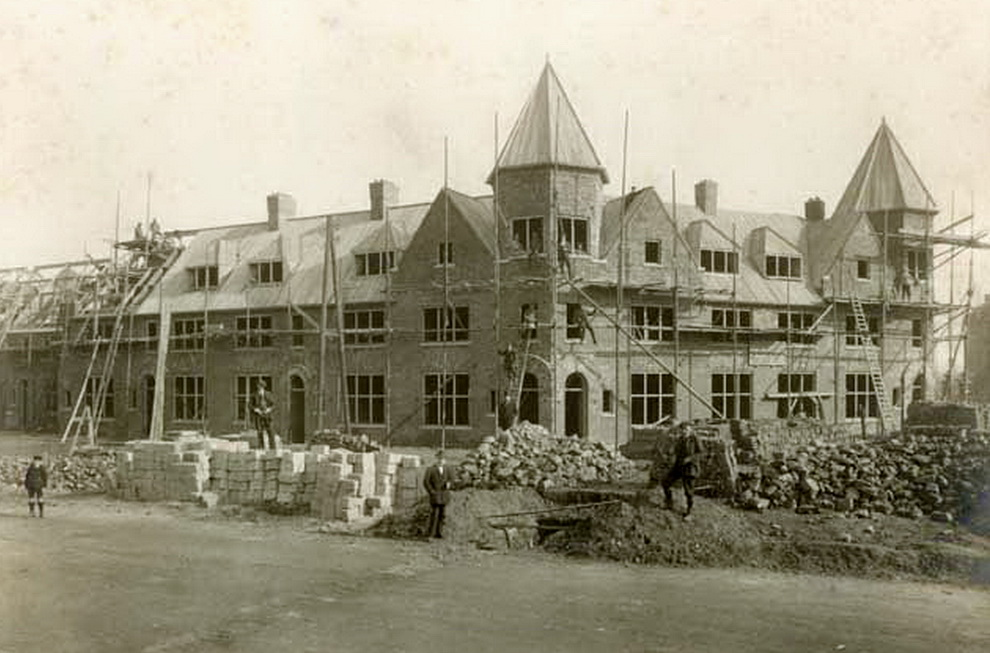
Bouw ambtenarenwoningen hoek Meerssenerweg-Scharnerweg, 1919
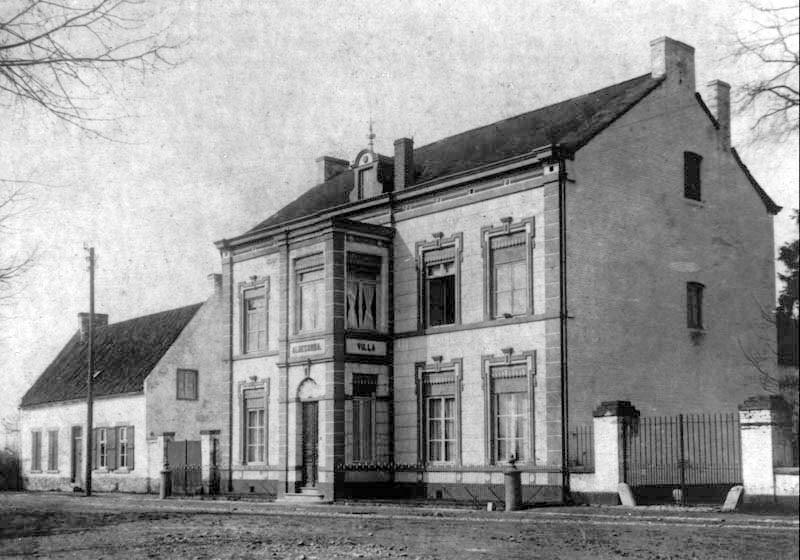
Villa Aldegonda en naastgelegen café ('bierhuis'), ca. 1925
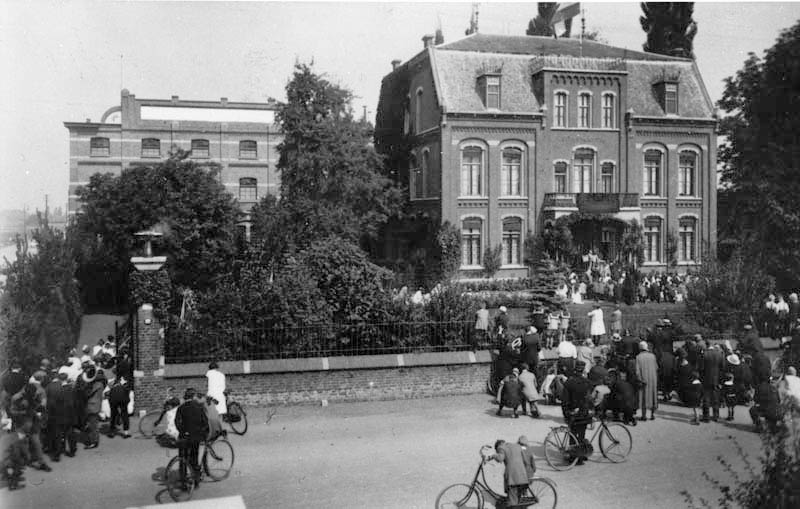
Kachelpijpenfabriek Bertrams en Villa Roovers tijdens processie, 1926
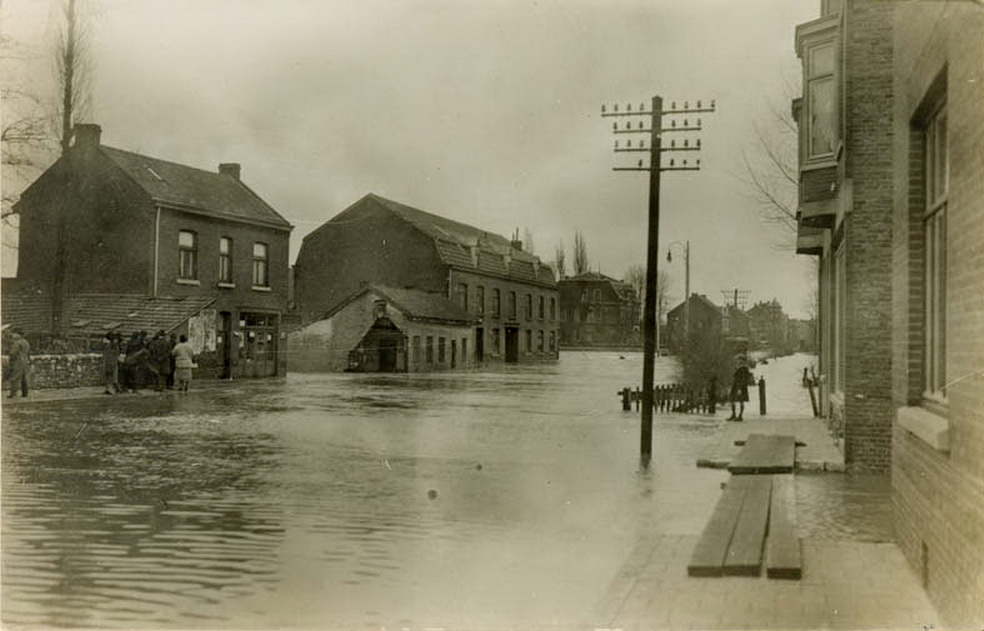
Hoogwater bij kruising Wittevrouwenweg, later Koningsplein, 1926

### Tweede helft twintigste eeuw
In het uitbreidingsplan voor Maastricht-Oost uit circa 1947 was het dubbelplein Koningsplein-Oranjeplein als een prettige verblijfsruimte voor omwonenden gedacht. Door de aanleg van rijksweg 75 (later A2) – in de jaren 1950 en 1960 steevast aangeduid als Europaweg 9 (nu E25) – bleek dat geen realistisch vooruitzicht te zijn geweest. De weg werd in 1958-1959 dwars door Maastricht-Oost aangelegd, en niet eromheen, zoals door sommigen gewenst. Al in 1958 werd voorzichtig gedacht aan een toekomstige tunnel onder de Scharnerweg. De huizenbouw aan het Koningsplein-Oranjeplein was aan de westzijde al voor de oorlog begonnen. In 1950 kwam de Gemeenteflat gereed, de eerste 'hoogbouw' in Maastricht. Het gebouw was zeer modern, met onder andere centrale verwarming, liften en vuilstortkokers. De flat was bedoeld voor 'onvolledige gezinnen' (alleenstaanden en oudere echtparen), niet voor kinderrijke gezinnen, wat ook vrij opmerkelijk was voor die tijd. Tien jaar later werd de bebouwing rondom het dubbelplein voltooid, nu met 'echte' hoogbouw (10-15 verdiepingen). In diezelfde periode (1959) maakte Villa Roovers plaats voor een nieuwe directeurswoning, de nog bestaande villa Cox-Geelen. Na de verhuizing van de kachelpijpenfabriek naar Eijsden, vestigde zich hier een supermarkt.
Voorafgaand aan de bouw van de Scharnertunnel maakten dagelijks zo'n tienduizend motorvoertuigen en dertigduizend andere verkeersdeelnemers gebruik van de twee dicht bij elkaar liggende spoorwegovergangen in Wyck. De aanleg van de tunnel, waarvoor al sinds 1912 gepleit werd, vond plaats van 1960 tot 1962. Bij de bouw werd 33.000 kubieke meter grond verzet en moest een hoeveelheid water van 3000 kubieke meter per uur worden afgevoerd. De totale kosten bedroegen 8,1 miljoen gulden. Bij de ingebruikname in 1962 was de Scharnertunnel, met een lengte van 424 meter (waarvan 91 meter overdekt), de langste spoorwegtunnel van Nederland. De officiële opening door gouverneur Frans Houben vond plaats op 4 juli 1963.
In 1977 vond een reconstructie van het kruispunt Scharnerweg-N2 plaats, die tot doel had de verkeersdoorstroming te bevorderen en tegelijkertijd, door de weg iets naar het westen op te schuiven, minder verkeersoverlast voor de bewoners van de Gemeenteflat moest opleveren. In de jaren daarna werd de aanwezigheid van de "snelweg door de stad", met de daarmee gepaard gaande geluids- en stankoverlast en de onveilige verkeerssituaties, steeds meer als ongewenst gezien. In 2004 werd een concreet plan gepresenteerd om de N2, het gedeelte van de A2 met gelijkvloerse kruisingen, door een tunnel te leiden. In 2009 kreeg de bouwcombinatie Avenue2, een samenwerking van Strukton en Ballast Nedam, de opdracht om de tunnel te bouwen en aan de hand van hun plan "De Groene Loper" het gebied opnieuw in te richten. Voor de Gemeenteflat dreigde aanvankelijk sloop, zoals bij de meeste bebouwing langs de N2, maar uiteindelijk bleef de flat, inmiddels een rijksmonument, behouden. De bouw van de 2,3 kilometer lange Koning Willem-Alexandertunnel vond plaats tussen 2011 en 2016 en was de eerste dubbellaagse tunnel in Nederland. De officiële opening door koning Willem-Alexander in maart 2018 vond pas geruime tijd na de ingebruikstelling plaats. Bij die gelegenheid werd op de rotonde bij de Scharnerweg en de Groene Loper het op een hoge sokkel staande beeld de "Engel van Maastricht" onthuld (Wil van der Laan, 2018).
Door de aanleg van de Terblijterweg tussen de Bergerstraat en het knooppunt Geusselt was de Scharnerweg vanaf circa 1990 geen onderdeel meer van de provinciale weg 590. Het verkeer vanuit de richting Berg en Terblijt werd nu via de Terblijterweg naar de A2 geleid en de drukte op de Scharnerweg nam daardoor aanzienlijk af. Wel werd rond dezelfde tijd de Sibemaweg vanaf het knooppunt Europaplein doorgetrokken tot aan de Scharnerweg. Samen met de Koning Clovisstraat ontstond zo een nieuwe noordzuidroute. Het kruispunt Scharnerweg-Sibemaweg-Koning Clovisstraat werd ingericht als rotonde. Op de hoeken met de Sibemaweg, waar diverse panden waren gesloopt, verrezen middelhoge appartementengebouwen. Vlakbij vond sloop en nieuwbouw plaats op het terrein van de jarenlang verwaarloosde Villa Aldegonda. Hier verrees een nieuwbouwwijkje, het Aldegondaplantsoen. Pogingen om daarna het oude koetshuis te bewaren mislukten.
In het westelijk deel van de straat vond minder nieuwbouw plaats, maar door de bouw van de vijftien verdiepingen tellende kantoortoren De Colonel aan de zuidzijde van het Stationsplein, kreeg de Scharnerweg ook hier een ander aanzien. Eerder al was het karakteristieke entreegebouwtje van de voetgangerstunnel aan de Meerssenerweg (met beton, glas en badkamertegels) verdwenen.
In 2015 verruilde de Koninklijke Marechaussee na ruim een eeuw het pand aan de Scharnerweg voor een nieuw onderkomen op Maastricht Aachen Airport. Sinds 2021 is in de voormalige kazerne aan de Scharnerweg het project 'Skills in de Stad' van start gegaan, waarbij jongeren met problemen geholpen worden werk en huisvesting te vinden.

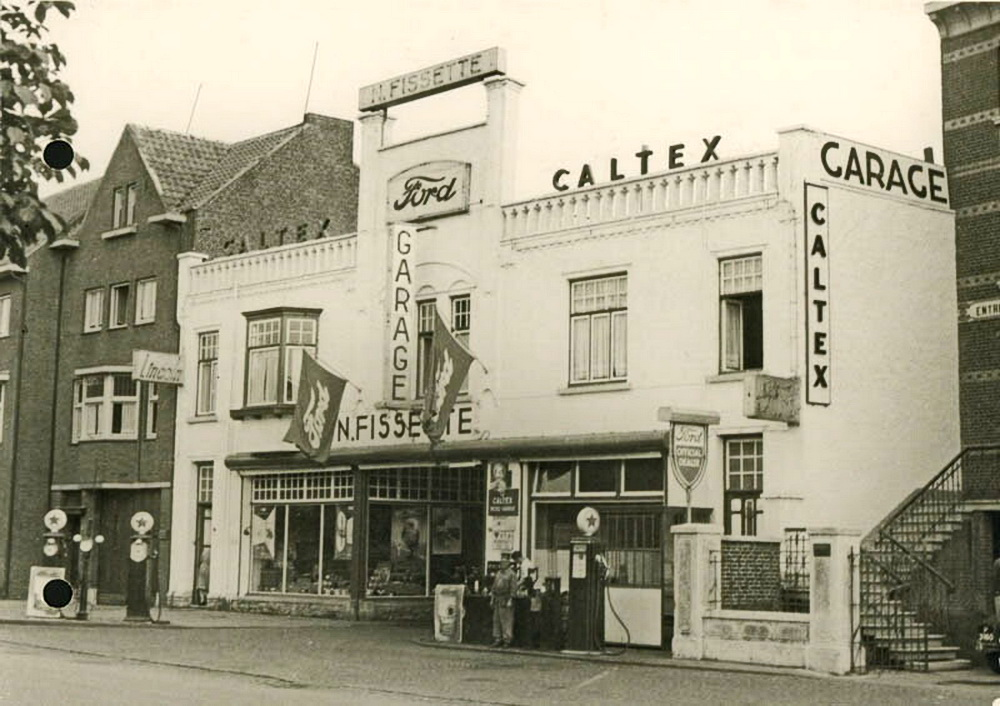
Garage Fissette en Caltex-tankstation, 1955/1956
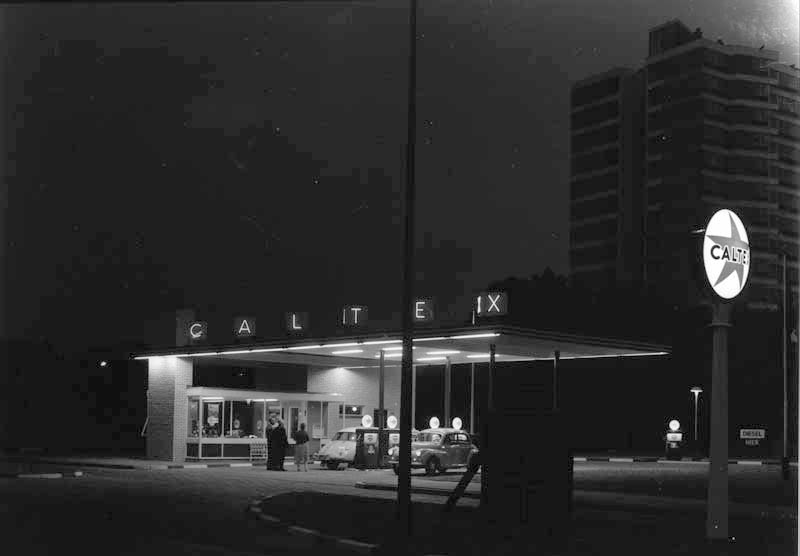
Caltex-tankstation Oranjeplein bij avond, 1958[noot 9]
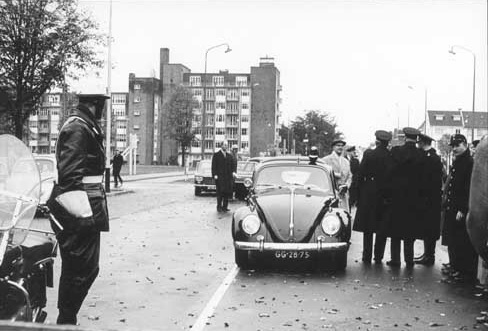
Opening van de Scharnertunnel, 1962
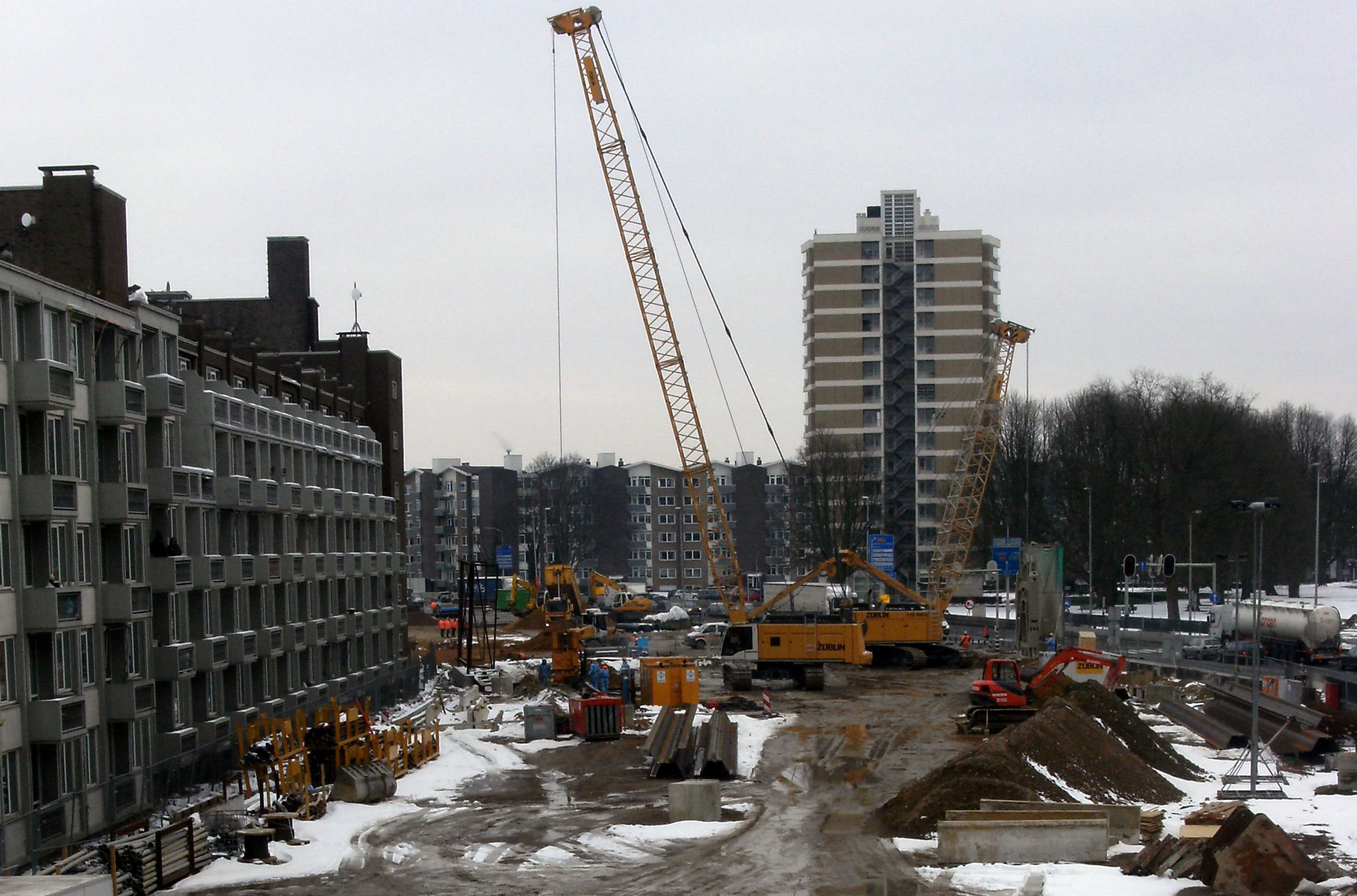
Bouw Koning Willem-Alexandertunnel, 2013

## Architectuur, erfgoed
De bebouwing van de Scharnerweg bestaat merendeels uit geschakelde (winkel)woonhuizen, daarnaast enkele vrijstaande villa's en bedrijfspanden, een aantal grotere appartementencomplexen, een kazerne, een school en een monumentaal kerkgebouw. Aan beide zijden van de straat wisselen vooroorlogse en naoorlogse bebouwing elkaar af. De straat telt zeven rijksmonumenten en 37 gemeentelijke monumenten. In onderstaand overzicht is de straat opgedeeld in vijf segmenten: twee aan de noordzijde en drie aan de zuidzijde.

### Noordzijde: Meerssenerweg tot Koningsplein

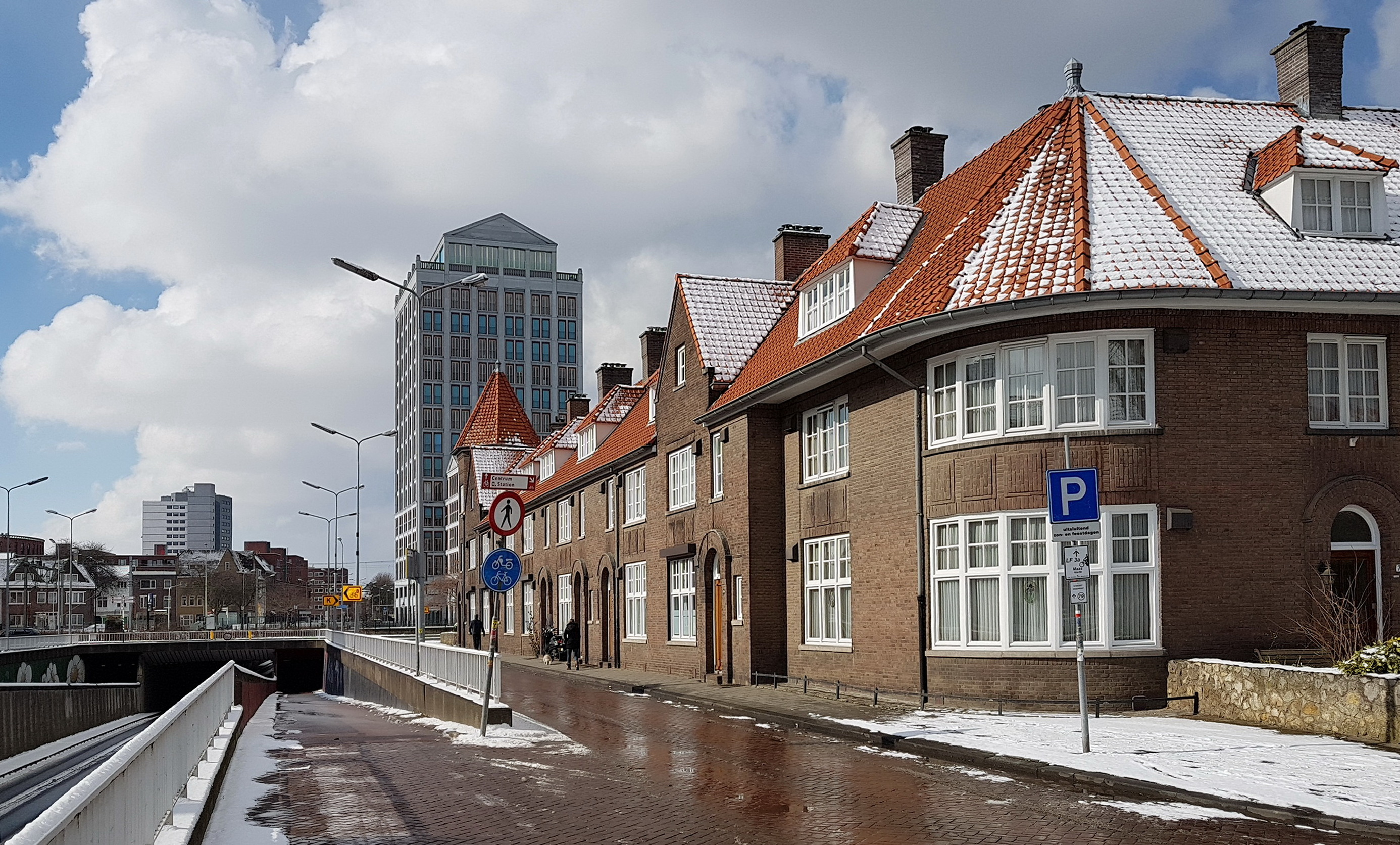
'Ambtenarenwoningen' aan de Scharnerweg. Op de achtergrond De Colonel

Het complex van 66 zogenaamde 'ambtenarenwoningen', dat één heel en twee halve woonblokken op de hoek Meerssenerweg-Scharnerweg beslaat, kwam in 1920-1924 tot stand in opdracht van de woningbouwvereniging "Woningzorg". Het werd gebouwd naar een ontwerp van de architecten Victor Marres en Willem Sandhövel in een traditionalistische bouwstijl met expressionistische elementen. Twee bouwblokken grenzen aan de Scharnerweg, een carrévormig blok met veertig woningen en een L-vormig complex met elf woningen, van elkaar gescheiden door de Professor Pieter Willemsstraat. Het complex telt veertien verschillende woningtypen, waarbij lijstgevels, puntgevels en achtkantige torentjes elkaar afwisselen. De bakstenen gevels zijn gemetseld in ketting- en halfsteensverband, verlevendigd met siermetselwerk. De hoek Scharnerweg-Meerssenerweg heeft twee torentjes, beide geflankeerd door puntgevels. Op het binnenterrein zijn de gemeenschappelijke schuurtjes, geplaatst op punten waar meerdere tuinen aan elkaar grenzen, eveneens beschermd. In 1963, bij de aanleg van de Scharnertunnel, werden de voortuinen versmald en de tuinmuren van Kunradersteen verwijderd. In 1987 en 1993 vond groot onderhoud plaats, waarbij het karakter van de huizen, inclusief de kenmerkend oranjerode dakpannen, bewaard bleef.
De aansluitende bebouwing in dit deel van de straat is niet beschermd. De drie middenstandswoningen op nummer 118, 120 en 122 zijn typerend voor de jaren dertig met hun bruine baksteengevels, de geprofileerde, rondbogige entrees, de over twee bouwlagen doorlopende erkers en de brede, gekoppelde dakramen. Het kantoorpand op de hoek van het Koningsplein was oorspronkelijk een dubbel woonhuis. Het pand markeert de overgang van de tweelaags bebouwing aan de Scharnerweg naar de drielaags bebouwing aan de westzijde van het Koningsplein. De gele baksteengevels rusten op een plint van rode baksteen. De verticaliteit wordt benadrukt door gemetselde lisenen en verticaal gekoppelde erkers.
Het Koningsplein is sinds 2018 onderdeel van het Vrijheidspark, een naam die het te danken heeft aan het Limburgs bevrijdingsmonument (Charles Eyck, 1952). De Koningspleinflat (bureau Swinkels Salemans, 1962) hoort niet bij de bebouwing van de Scharnerweg, maar is door zijn afmetingen en zijn ligging wel dominant aanwezig in het straatbeeld. Datzelfde kan gezegd worden over De Colonel (Hans Kollhoff, 2005), een postmodernistisch kantorencomplex met een vijftien verdiepingen tellende toren aan het Stationsplein, die van vrijwel overal op de Scharnerweg kan worden waargenomen.

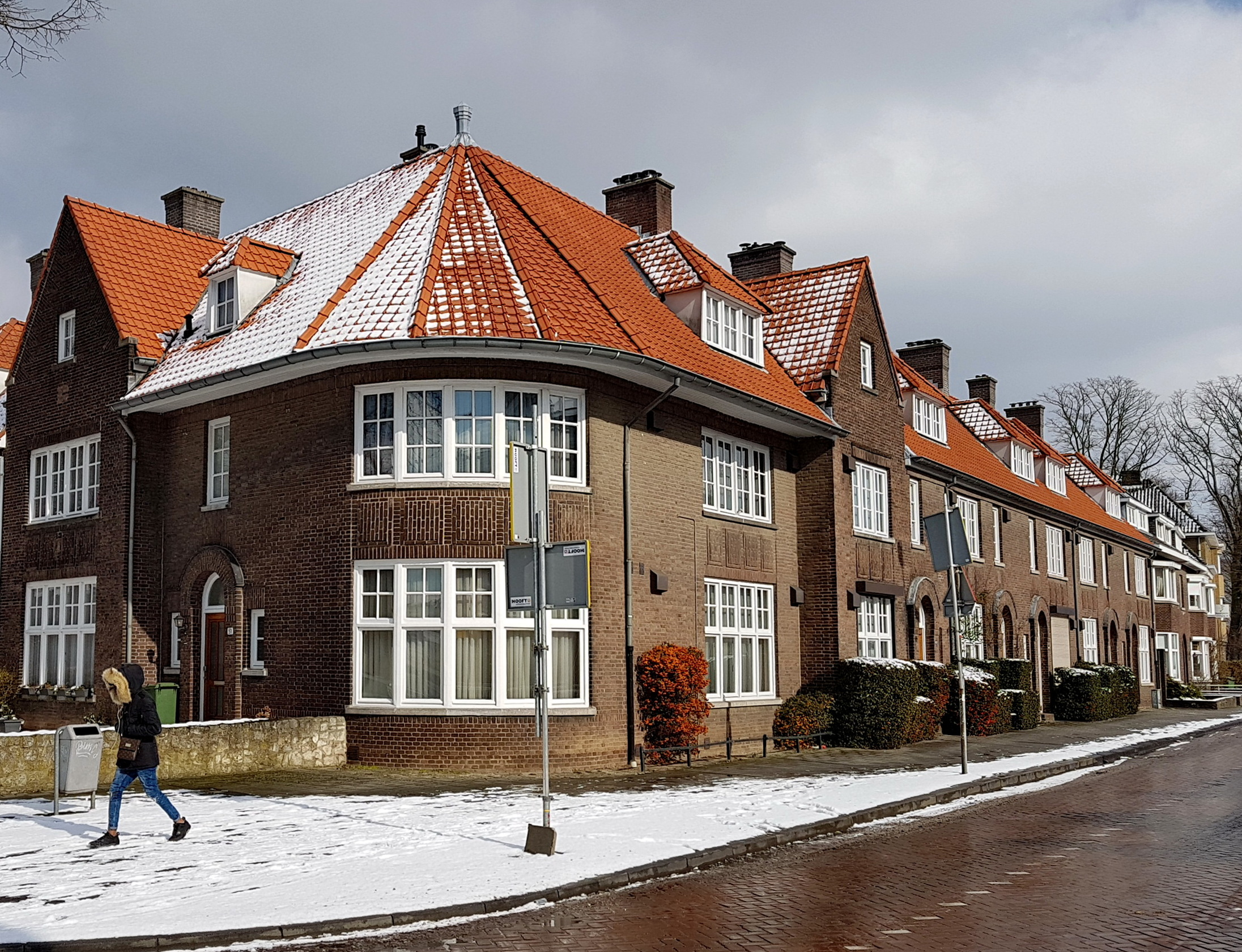
Ambtenarenwoningen Prof. P. Willemsstraat-Scharnerweg
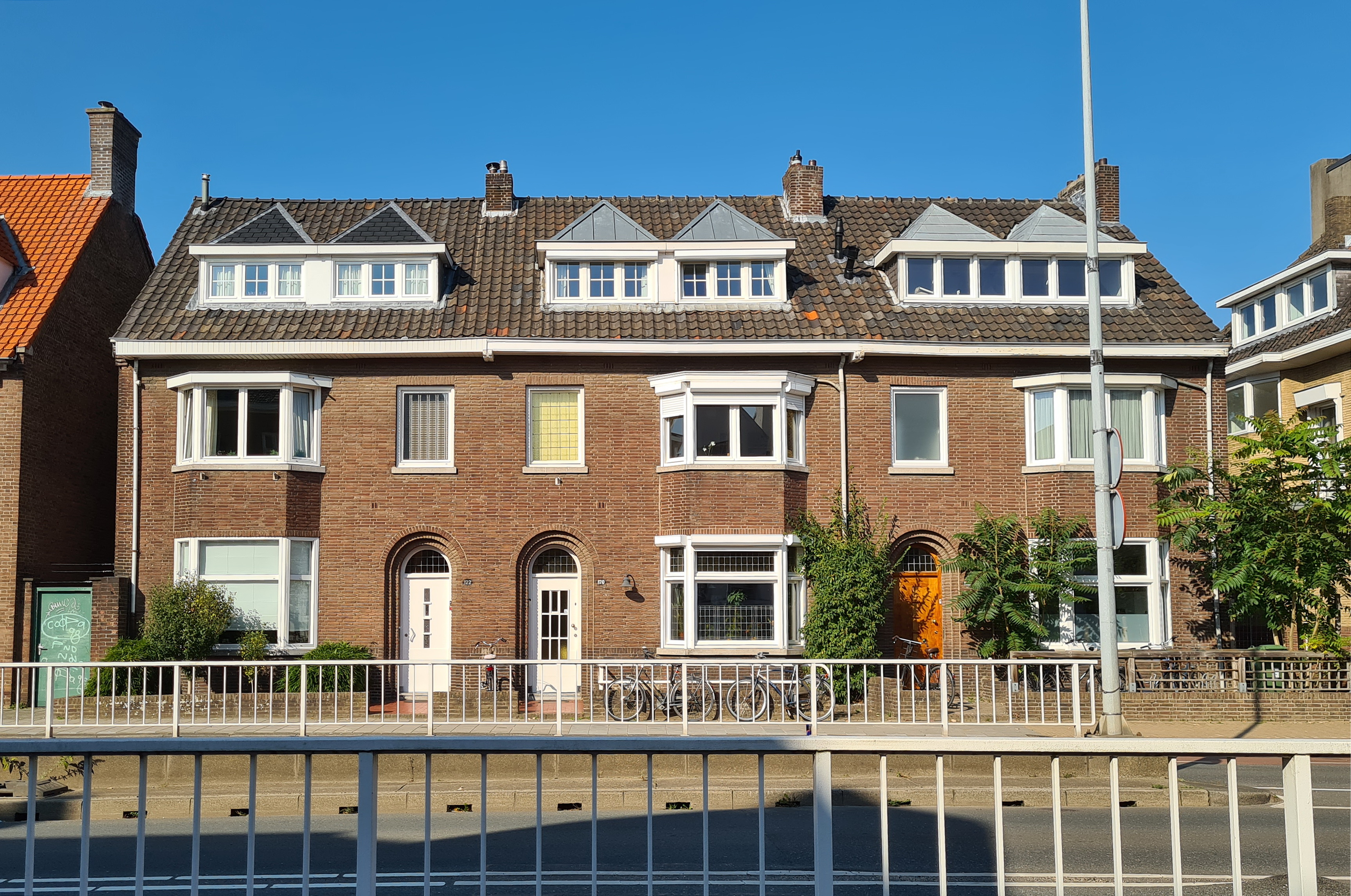
Scharnerweg 118 t/m 122
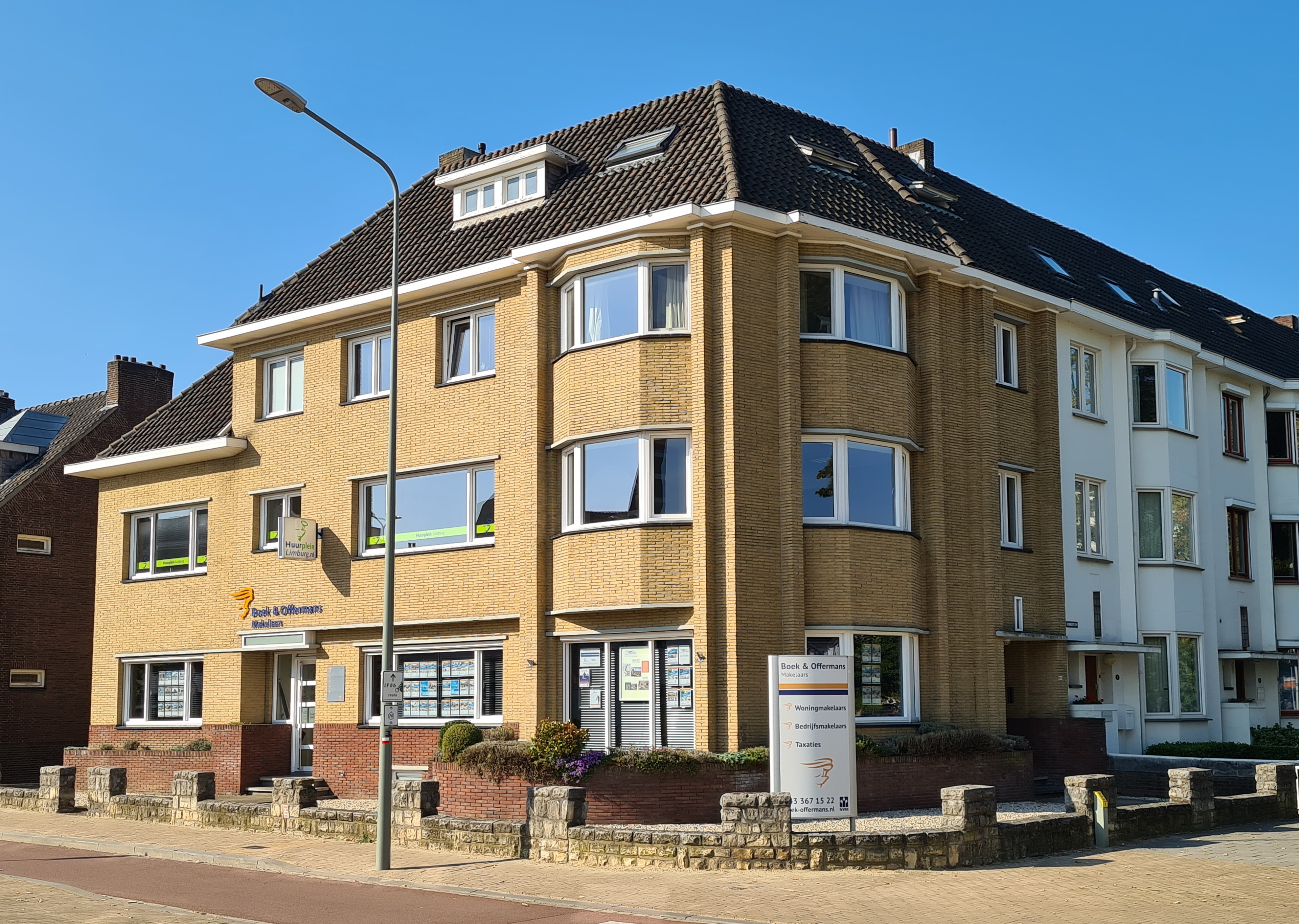
Hoekpand Scharnerweg-Koningsplein
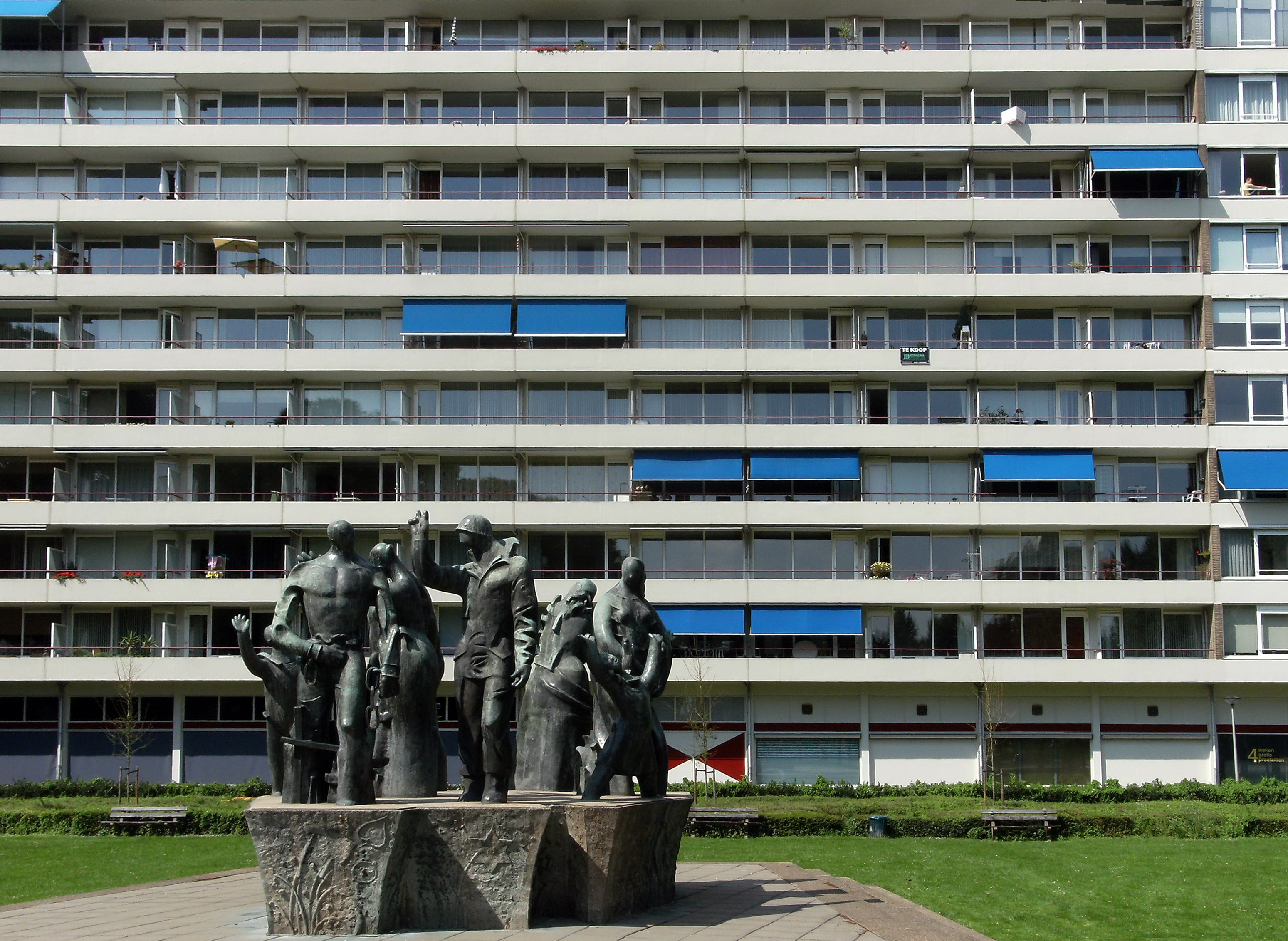
Koningspleinflat en Limburgs bevrijdingsmonument

### Noordzijde: Koningsplein tot Bergerstraat
Aan de oostzijde van de Groene Loper, op de hoek van de Scharnerweg, staat de in opdracht van de gemeente gebouwde Gemeenteflat (Frans Dingemans, 1948-1950), de eerste hoogbouw in de stad Maastricht. Voor de bouw van de galerijflat werd gebruik gemaakt van prefab beton. De flat bestaat uit drie aan elkaar geschakelde volumes van verschillende hoogtes, aan de kant van de Scharnerweg zeven bouwlagen. Aan deze korte zijde zijn de vensters en balkons verticaal gegroepeerd en vormt een bakstenen schoorsteenschacht op de rechterhoek eveneens een verticaal accent. Aan de lange westgevel, gericht naar het Koningsplein, vallen de uitspringende balkons op. De oostzijde, eigenlijk de achterkant van de flat, kent door de galerijen een sterk horizontale geleding. De gevelvlakken zijn deels gemetseld, deels van beton, dat lichtgrijsgroen is geschilderd.
Achter de Gemeenteflat bevindt zich een buurtwinkelcentrum met een groot parkeerterrein. Bij de herinrichting van het terrein werd de supermarkt negentig graden gedraaid, waardoor meer ruimte ontstond. Aan de kant van de Scharnerweg wordt het winkelcentrum afgesloten door een lange, wit geschilderde betonnen luifel, die qua kleur en vormgeving aansluiting tracht te vinden bij de naastgelegen woning Scharnerweg 108, maar dit pand tegelijkertijd wegdrukt. Deze villa Cox-Geelen (Gerard Snelder, 1959) is met zijn strakke, horizontale lijnen typerend voor het vroege werk van Snelder en de invloed van Gerrit Rietveld. Het pand is opgetrokken in baksteen en daarna wit geverfd. De tweede bouwlaag heeft over de hele breedte een glazen wand en een doorlopend balkon. De luifel boven het balkon loopt aan de rechterkant door en steunt op een kolom naast de zijgevel van het woonhuis. De tuin is door de recente uitbreiding van het winkelcentrum verkleind. De kenmerkende vijver, waarin het gebouw zich spiegelde, is vervangen door parkeerplaatsen.
Twee panden verderop staat het Sonnehuijs, maar tussen deze twee modernistische panden staat een vrijstaand herenhuis uit 1905, dat een vroegere periode in de architectuurgeschiedenis vertegenwoordigt: het geheel traditionalistische herenhuis Scharnerweg 106. Het Sonnehuys is een ontwerp van de bekende architect Frits Peutz. Het werd in 1933 gebouwd in opdracht van M. Swaen, een familielid van Peutz. De oorspronkelijk grijs getinte gevels zijn voorzien van een gladde, opgespoten laag die tegenwoordig wit geschilderd is. Het hoofdvolume bestaat uit drie bouwlagen met een souterrainverdieping. Aan de westzijde bevindt zich een nevenvolume van twee bouwlagen met een dakterras. Deze aanbouw heeft eveneens een souterrain, die als garage is ingericht en via een hellingbaan toegankelijk is. Boven de garage bevindt zich de bel-etage met onder een betonnen luifel de entree en een rond venster, beide van staal. Het ronde raam bevat glas in lood van Henri Schoonbrood. De trap en het bordes bij de entree zijn voorzien van rode plavuizen en hebben een blauw geschilderde stalen balustrade. De gevel van het hoofdvolume bestaat bijna geheel uit glazen schuifpuien in stalen kozijnen. De derde bouwlaag wijkt terug en heeft een balkongalerij. Naast de dubbele balkondeuren met zijlichten bevindt zich een rond venster, alle van staal. Het dak bestaat uit een grote betonplaat, die aan de voorzijde omhoog knikt. Het interieur van het Sonnehuijs is in gave staat bewaard, met onder andere een ellipsvormig trappenhuis, gele, rode en blauwe plavuizenvloeren, gele tegellambrisering, houten en stalen vouw- of schuifpanelen, die een flexibele indeling mogelijk maken, vernikkeld hang- en sluitwerk, originele verlichtingsarmaturen, en de voormalige jongenskamer op de bovenverdieping met door Peutz ontworpen meubilair.
De vier panden Scharnerweg 96-102 vormen een fraai ensemble, dat in 1934 verbouwd en uitgebreid is, maar zijn belle époque-uitstraling heeft behouden. De nummers 100 en 102 sluiten qua positionering aan bij de hiervoor beschreven villa's en herenhuizen, die alle voorzien zijn van ruime voortuinen, terwijl nummer 96 en 98 het begin vormen van de lintbebouwing verderop, die dichter op de straat staat. De overgang wordt gemarkeerd door een vierkante toren met vier bouwlagen en een tentdak. De roodbruine baksteengevels worden verlevendigd door horizontale banden en venster- en deuromlijstingen van groen geglazuurde baksteen. Bij nummer 100 en een deel van de zijgevel van nummer 98 ontbreken deze banden. Natuurstenen plinten, dorpels, aanzet- en sluitstenen zorgen verder voor een rijke uitstraling. Nummer 96 bezit een trapgevel met een gemetseld reliëf in de vorm van een spitsboog. Nummer 98 heeft aan de linkerzijde een aanbouw met een trapsgewijs oplopende steunbeer, terwijl nummer 102 een dakkapel met een trapgevel bezit.
Verder naar het oosten geniet alleen het hoekhuis Scharnerweg 16 bescherming als gemeentemonument. Dit woonhuis uit 1930, thans een tandartsenpraktijk, wordt gekenmerkt door een hoog schilddak, dat aan de voorzijde tot de bovenverdieping, aan de zijgevel tot de begane grond reikt. Op de hoek bevindt zich een ronde erkeruitbouw met glas-in-lood bovenlichten. Hier bevindt zich thans de entree, die de oorspronkelijke ingang met luifel in het rechterdeel vervangt. Een latere aanbouw aan de noordzijde verbindt het huis met de bebouwing aan de Koning Clovisstraat.

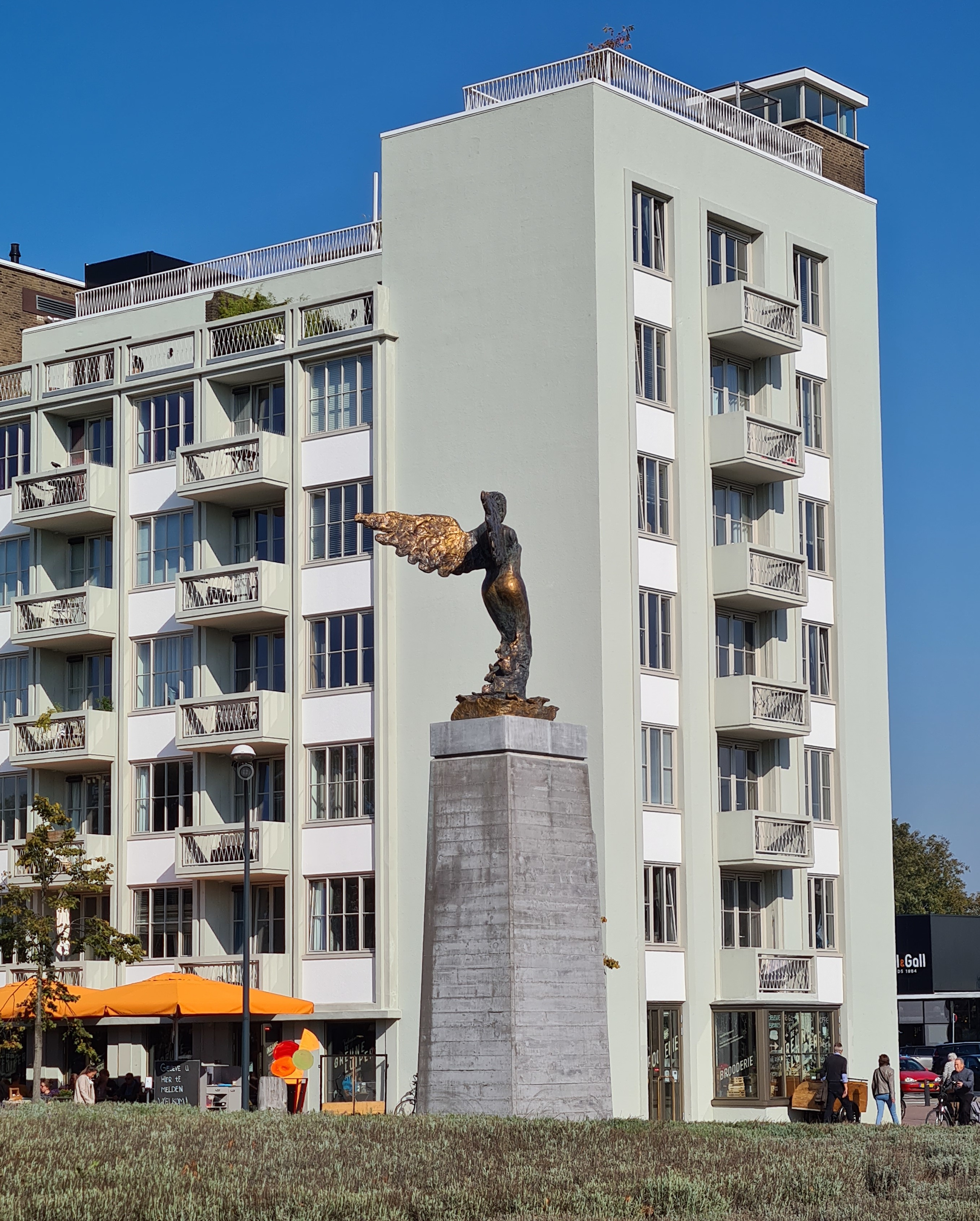
Gemeenteflat en Engel van Maastricht
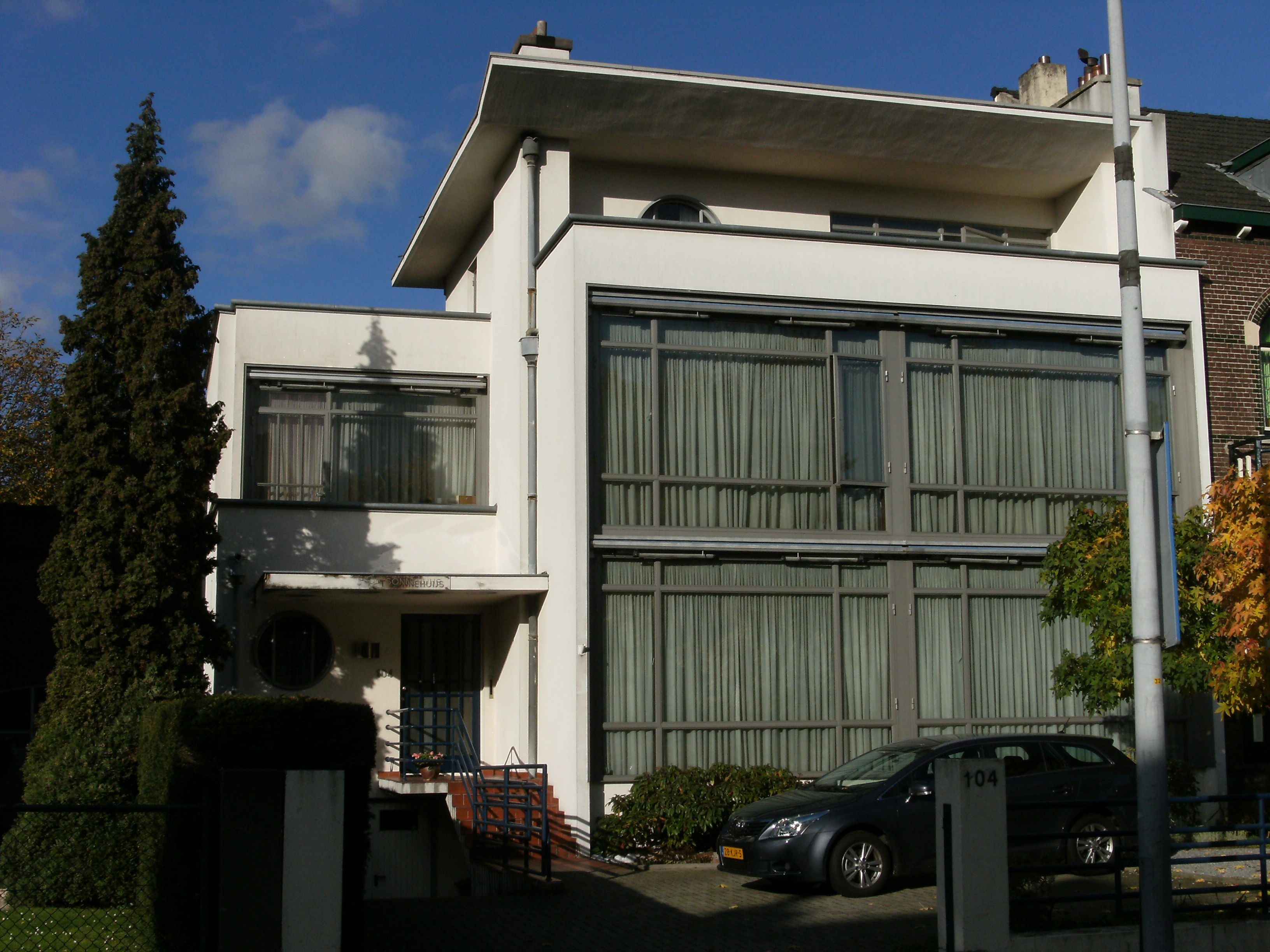
Nr. 104, 't Sonnehuys
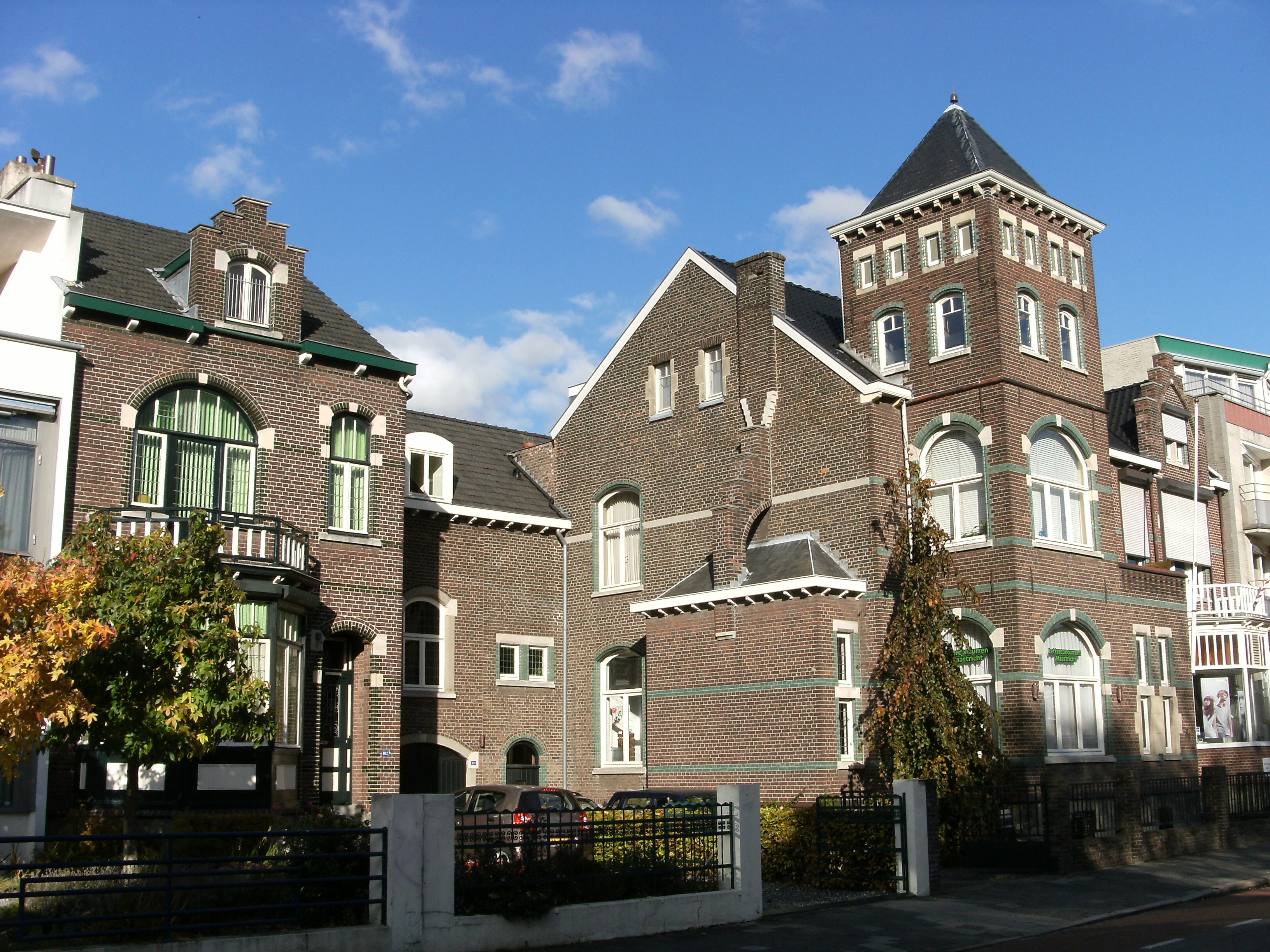
Nrs. 96-102
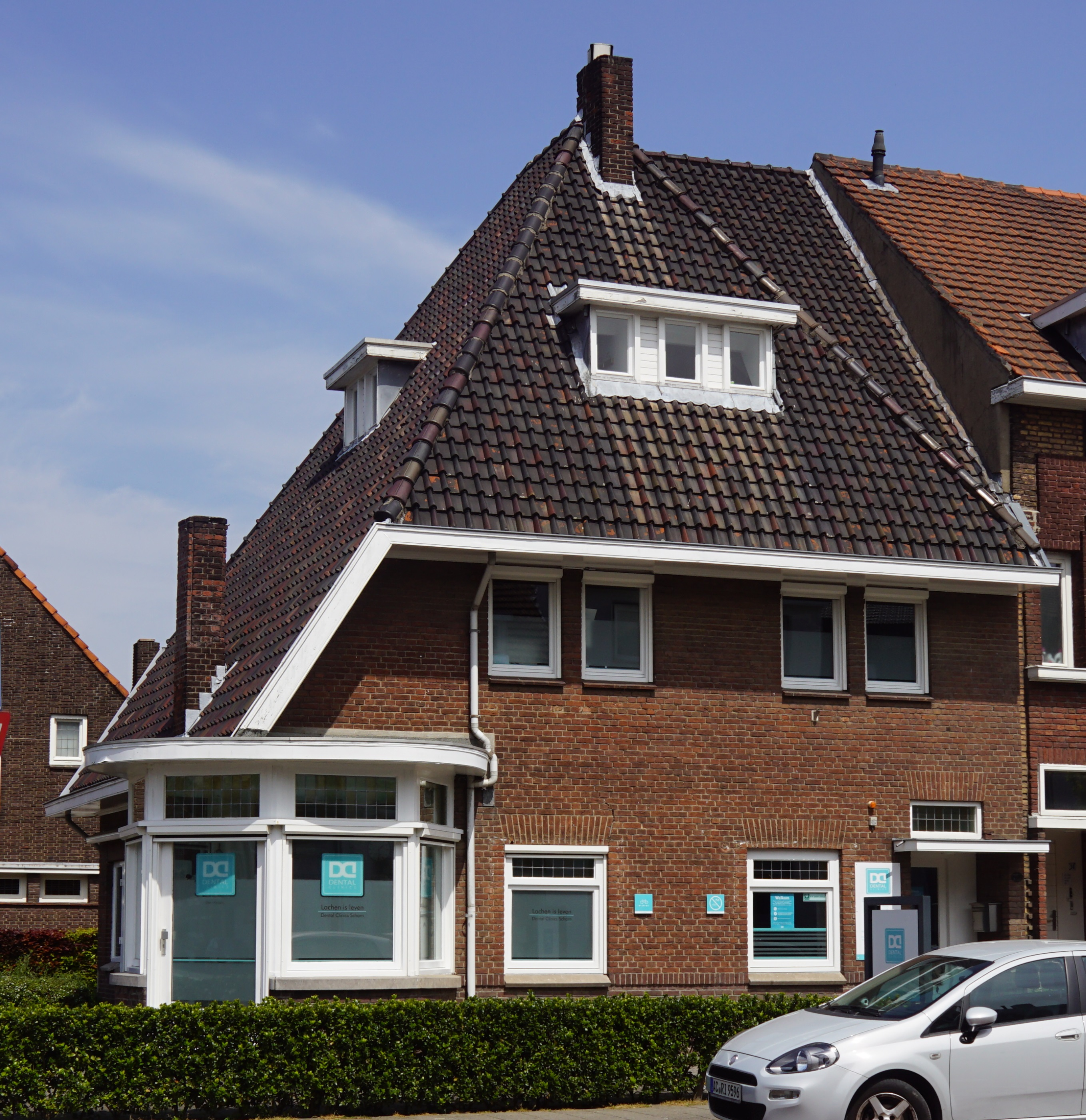
Scharnerweg 16

### Zuidzijde: Heerderweg tot Oranjeplein

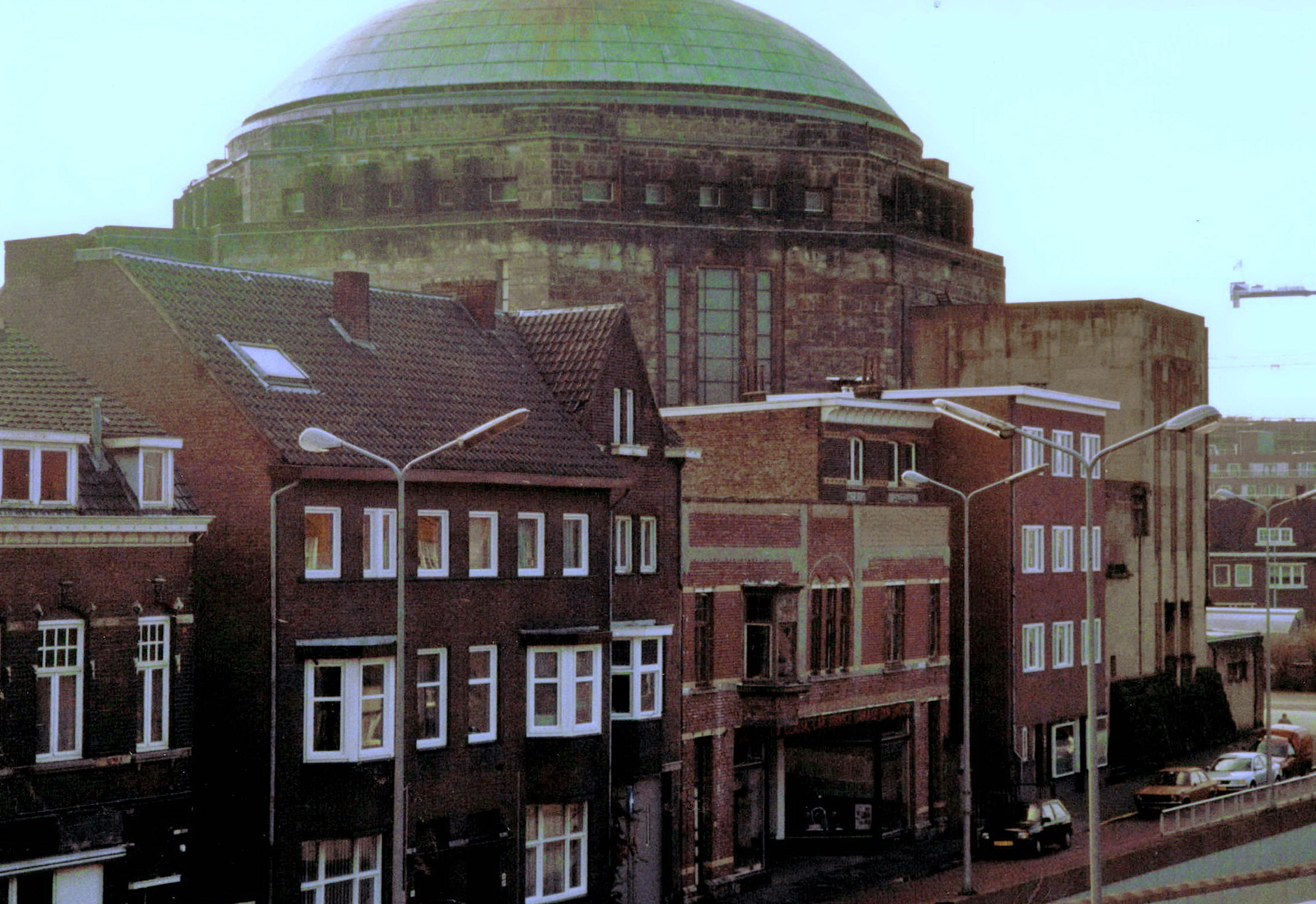
Scharnerweg 155 en hoger, met o.a. Garage Jan Jacob en Koepelkerk (foto 1999)

De Koepelkerk, eigenlijk Heilig Hart van Jezuskerk, werd in 1921 ontworpen door de jonge architecten Alphons Boosten en Jos Ritzen voor de paters van het Heilig Hart van Jezus. De bouw vond plaats in fasen tot 1953. De voorgenomen torens, waarvan verschillende ontwerpen bestaan, werden nooit uitgevoerd. De kerk bestaat een achthoekige centraalbouw, waaraan enkele rechthoekige bouwvolumes zijn toegevoegd. De dubbele betonnen koepel wordt gestut door acht schuin geplaatste pijlers. De koepel is bekleed met koper, dat groen is verkleurd. Op het hoogste punt staat een kruis. De betonnen gevels zijn bekleed met Kunradersteen en kalksteen uit de Eifel, op een plint van zwarte basaltlava. Omdat de aanvankelijk gebruikte kalksteen snel verweerde en zwart uitsloeg, werd bij de latere uitbreidingen gebruik gemaakt van harde tufsteen. Het hoofdportaal op de hoek van de Scharnerweg en de Heerderweg is symmetrisch opgebouwd van geometrisch gerangschikte blokken tufsteen, waartussen zich een brede trap bevindt, die naar de drie gescheiden deuren leidt. In een noordoostelijke aanbouw aan de Scharnerweg bevindt zich een kleiner en ondieper portaal, waarboven een geometrisch patroon van horizontale banden, eindigend in de vorm van een Grieks kruis, is aangebracht. Het interieur van de kerk is een waar museum van Limburgse interbellumkunst, met werken van onder anderen Charles Eyck, Henri Jonas, Eugène Laudy, Gène Eggen en Charles Vos.
Naast de kerk ligt op nummer 169 een eenvoudig vormgegeven, vier verdiepingen tellend pand uit 1930. Het werd eveneens door Boosten ontworpen als verblijfsruimte voor de paters van het Heilig Hart van Jezus. Daarnaast ligt, enigszins verstopt tussen de belendende panden, het woonhuis met atelier Scharnerweg 167. Het huis werd omstreeks 1910 gebouwd voor de mozaïekwerker Lizier, die op de gevel diverse mozaïekversieringen en de belettering ENTREPRENEUR JOS = LIZIER MOSAÏSTE aanbracht. Vooral het figuratieve mozaïek naast de voordeur trekt de aandacht. In het interieur is een trappartij met mozaïekdecoraties bewaard gebleven. Verderop in de straat liggen diverse panden die rond dezelfde tijd (circa 1910) en in dezelfde eclectische stijl gebouwd zijn. Daarvan zijn de nummers 149, 151 en 155 gemeentelijke monumenten. Ze worden gekenmerkt door fraai gedetailleerde baksteengevels met natuurstenen of kunststenen plinten, lijsten, segment- of rondbogen boven deuren en vensters, en bewerkte sluitstenen. Nummer 151 heeft bovendien een bijzondere dakkapel, die de vorm heeft van een afgeronde driehoek, en een balkon met smeedijzeren hekje.

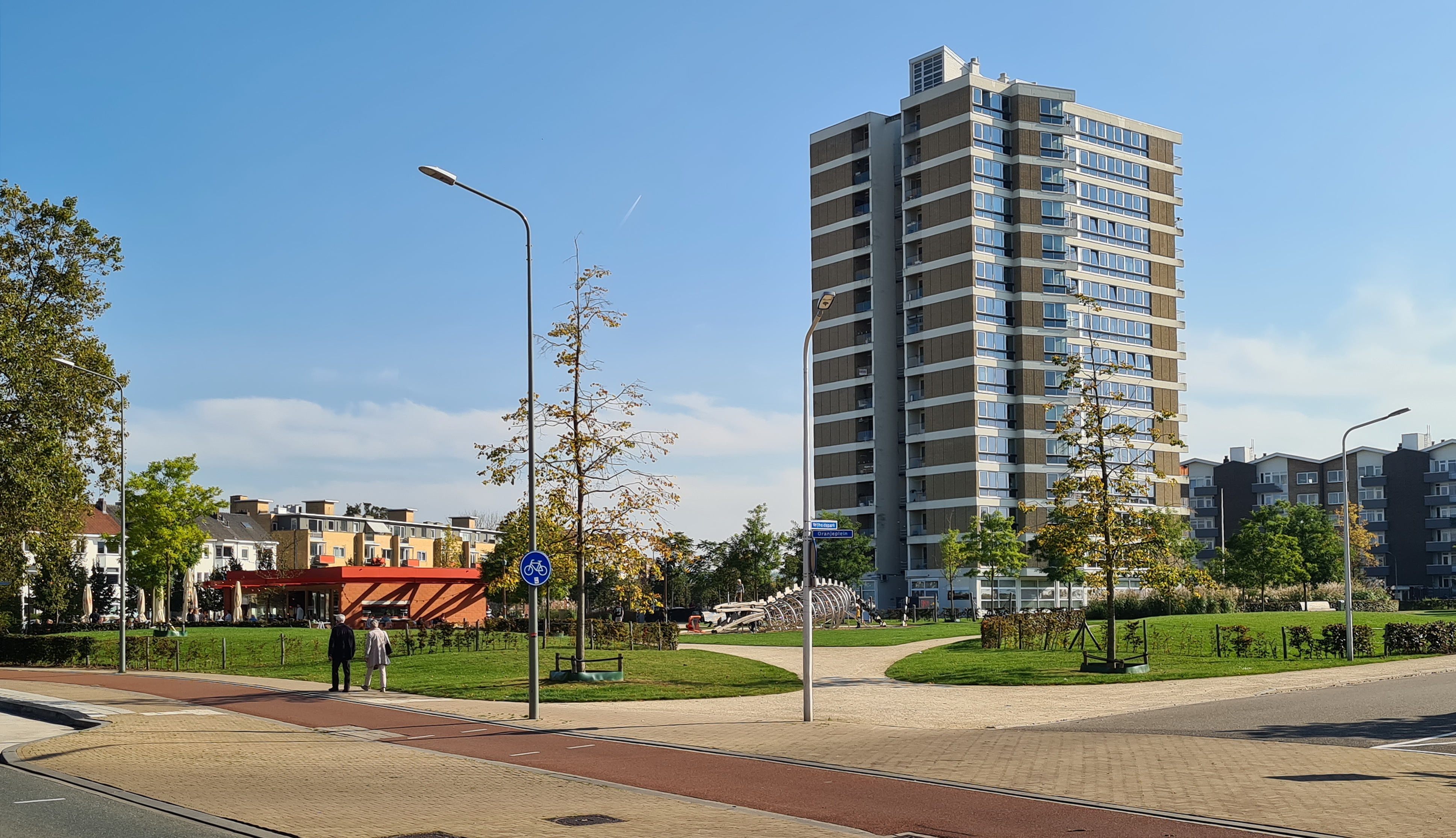
Het Vrijheidspark vanaf de Scharnerweg (2021). Links het horecapaviljoen, rechts de Oranjepleinflat

Bijzonder in deze straatwand is de aanwezigheid van twee garagepanden, beide gebouwd in de tijd dat dit een drukke straat (zonder tunnel) was. De garage met woonhuis (nrs. 163-165), oorspronkelijk garage Gabral, later Fissette, tegenwoordig Jan Jacob, werd omstreeks 1910 gebouwd. De bakstenen gevel is sterk gewijzigd, waarbij onder andere de hoger opgetrokken middengevel en de bakstenen balustrade langs de dakrand zijn verdwenen. Wel is de witte verflaag, die het gebouw vanaf de jaren 1950 bedekte, verwijderd. De garage met dubbele bovenwoning op nummer 137 werd in 1928 door architect-aannemer A. Deussen in opdracht van Nicolas Fissette gebouwd. In de jaren 1970 en 1980 was hier garage Vleugels gevestigd, daarna een videotheek en diverse andere bedrijven. Dit pand heeft door zijn moderne vormgeving en de later aangebrachte witte verflaag een zakelijke uitstraling. De pui vormt een geheel door de luifel, die over de hele breedte doorloopt, en de bovenlichten met glas in lood. Boven de luifel verheffen zich drie bouwdelen, waarvan het middendeel lager is en een dwars geplaatst schilddak heeft. De hogere zijvolumes bevatten de woningen. Deze hebben mansardedaken en geknikte puntgevels.
Voor het Oranjeplein en de Oranjepleinflat, officieel "Oranjestaete" (Gerard Holt, 1960), geldt wat eerder over het Koningsplein en de Koningspleinflat is gezegd. Bij de hoek van de Scharnerweg met de Groene Loper ligt een oranjerood horecapaviljoen met een rond, stalen dak (KettingHuls, 2020).

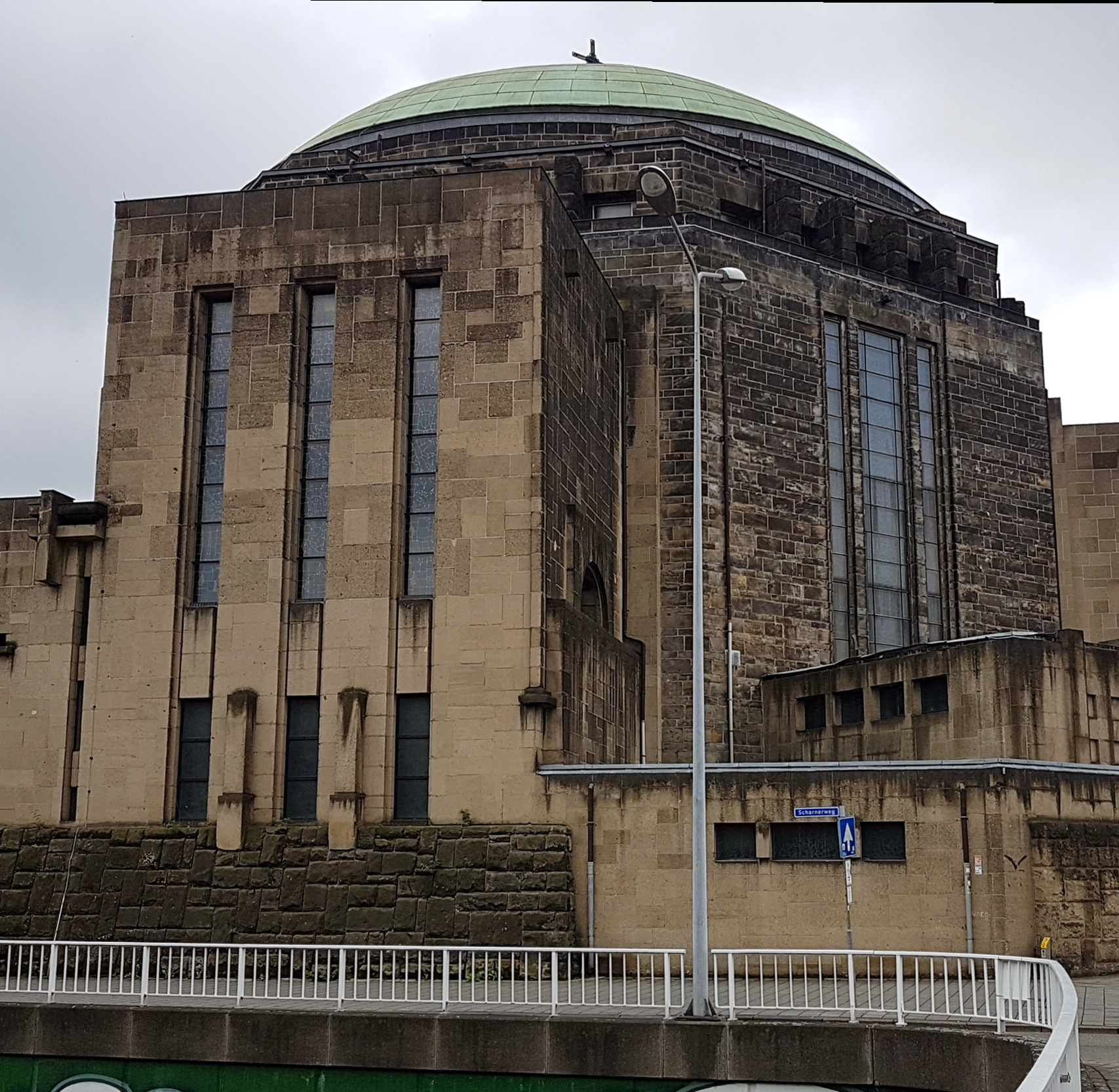
Centraalbouw Koepelkerk
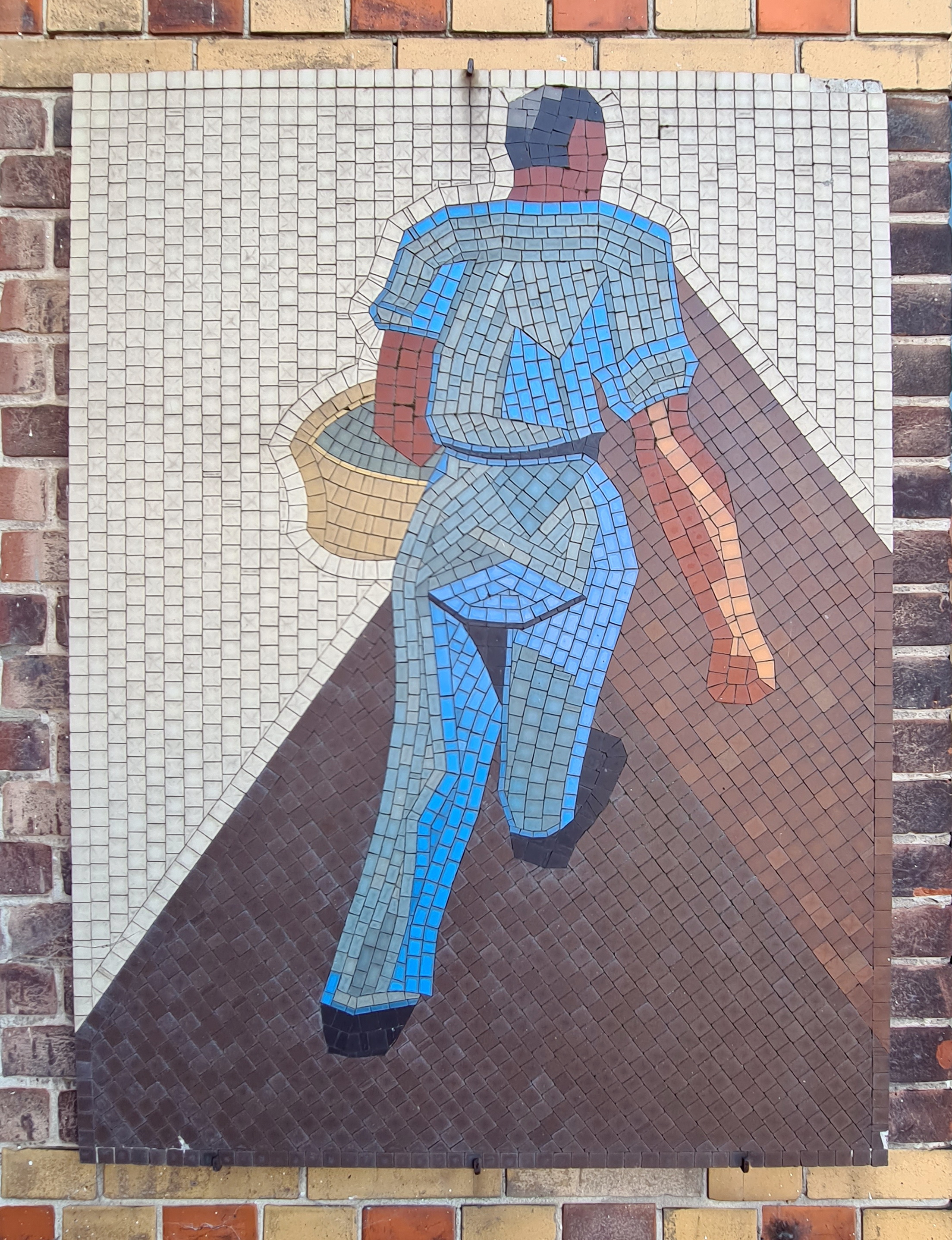
Nr. 167: mozaïek
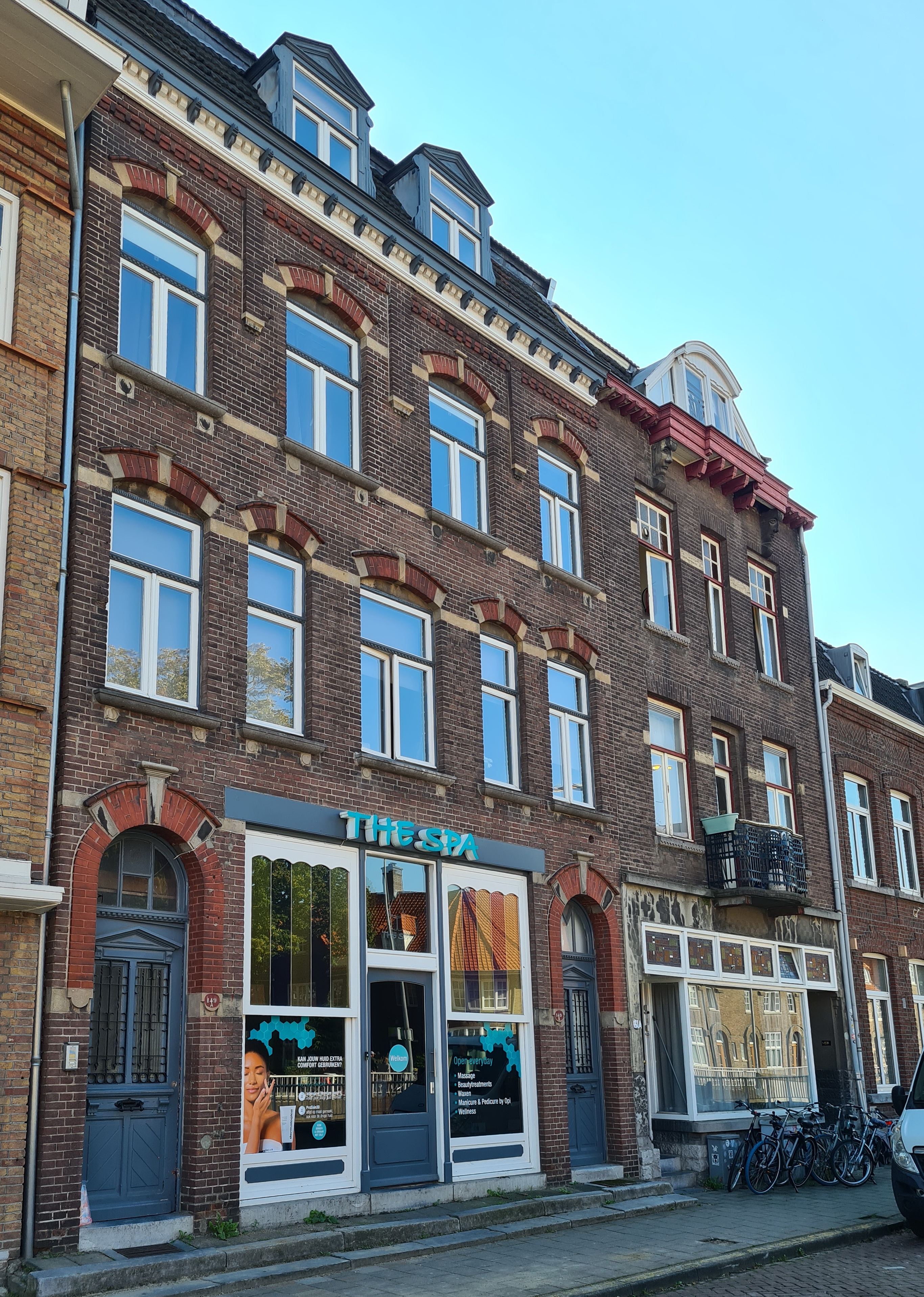
Nrs. 149 & 151
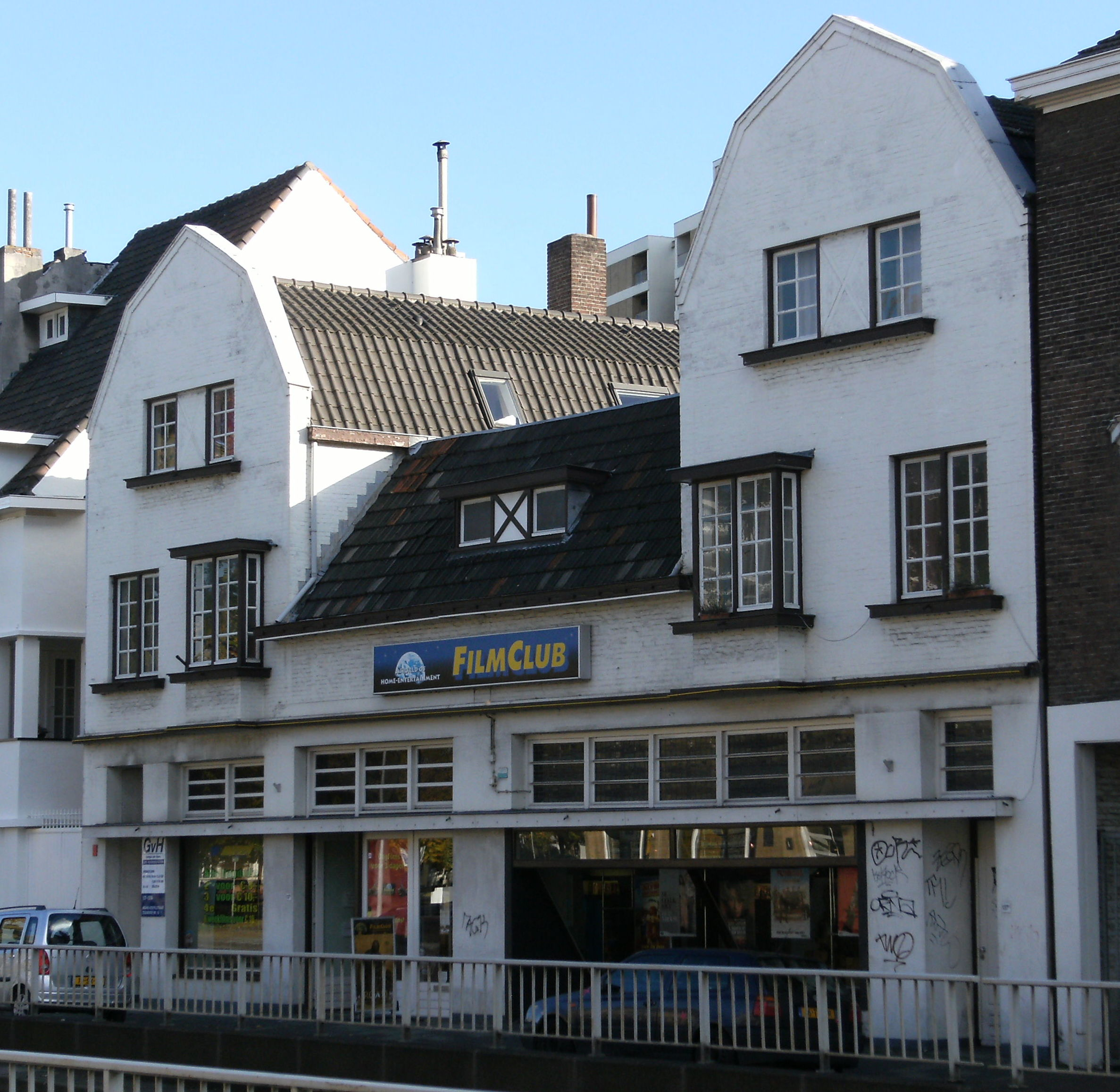
Nr. 137: Garage Fissette

### Zuidzijde: Oranjeplein tot Heerdergroenweg

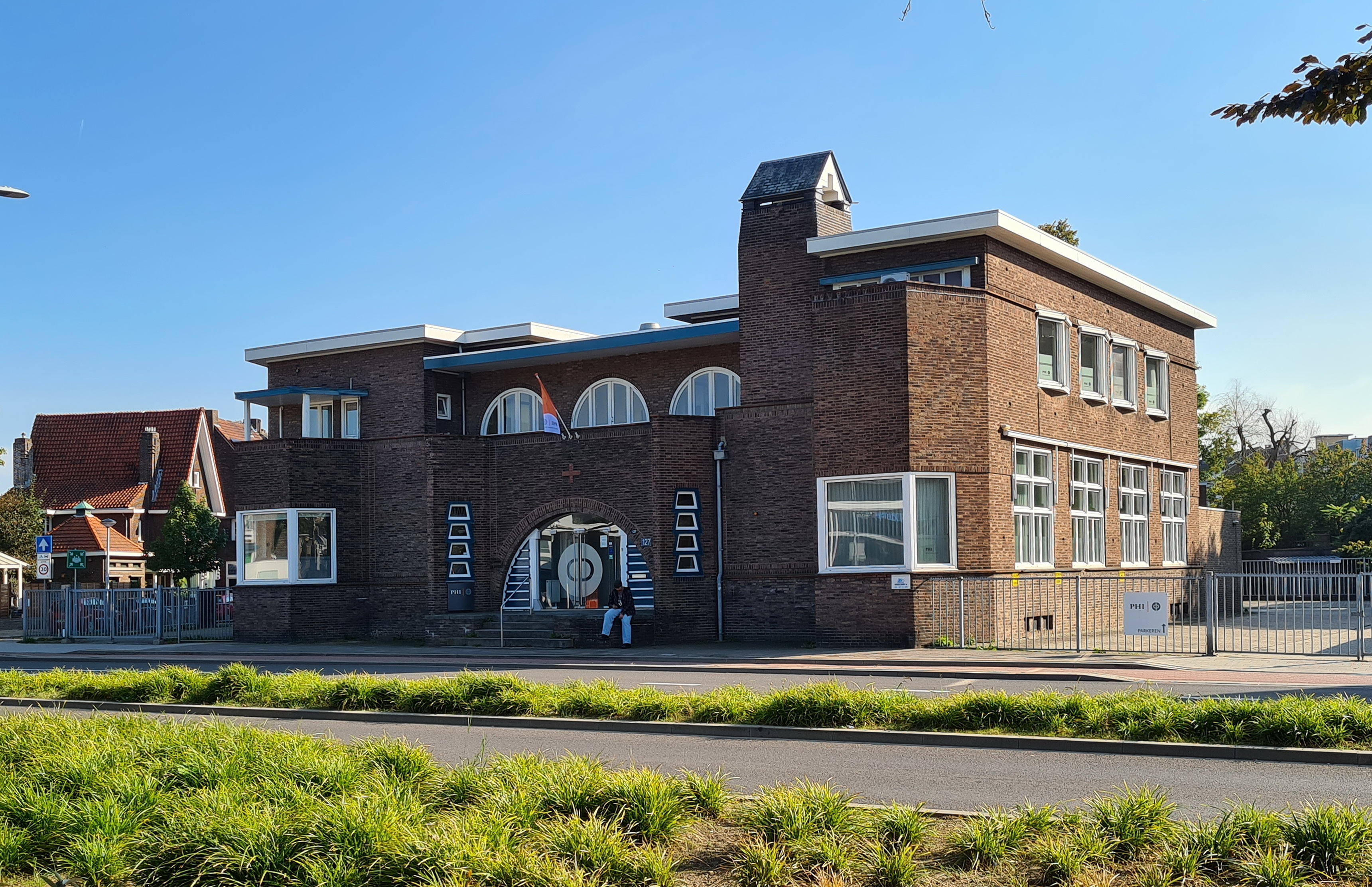
Sint-Angelaschool en klooster

De markante Sint-Angelaschool (Scharnerweg 127) is het voormalige klooster en schoolgebouw van de ursulinen van Sint Salvator. Het gebouw in expressionistische stijl kwam in 1922 gereed. Het ontwerp was van Alphons Boosten en Jos Ritzen, dezelfde architecten die elders in de straat de Koepelkerk bouwden. Het gebouw heeft een U-vormige plattegrond, waarbij de twee dwarsvleugel in een stompe hoek met het aan de Scharnerweg grenzende middenvolume geplaatst zijn. In het linkerdeel was een bewaarschool en een lagere school ondergebracht; het rechterdeel was het klooster van de zusters die hier les gaven. De gevels zijn opgetrokken in roodbruine baksteen op een plint van gele baksteen. Het metselwerk is in vlaams verband met gesneden voegen. Rode keramische dorpels en dorpellijsten verlevendigen het geheel. De voorgevel toont, typisch voor het werk van Boosten, een grote verscheidenheid aan vormen. Centraal bevindt zich de ingangspartij met een hardstenen trap en een veelhoekig bordes. De entree zelf heeft de vorm van een gemetselde, halfronde boog, met daarboven een gemetseld kruisje. De linker deur gaf toegang tot de school, de rechter tot het klooster. Rechts van de entree bevindt zich een vierkante toren met een zadeldakje, waarin een half kruis is uitgespaard. De halfronde bogen komen terug in de vensters op de verdieping boven de entree. De entreepartij wordt geflankeerd door driehoekige risalieten, die puntig naar voren steken en voorzien zijn van verticaal gestapelde, trapeziumvormige glas-in-loodvenstertjes. De trapeziumvorm herhaalt zich op een iets andere manier in de hoekvolumes. Deze zijn op de begane grond voorzien van erkerachtige vensters. Daarboven bevinden zich aan beide zijden, even als boven de ingangspartij, balkons (eigenlijk dakterrassen) met luifels. De verschillende volumes worden afgedekt door platte daken, die allemaal in hoogte verschillen. Het interieur van het in 1989-1990 gerenoveerde gebouw is grotendeels vernieuwd. Achter het klooster-schoolgebouw ligt aan de Hunnenweg de in 1938 gebouwde ulo-school "Maria Immaculata". Ook dit gebouw is van Boosten, echter zonder Ritzen.

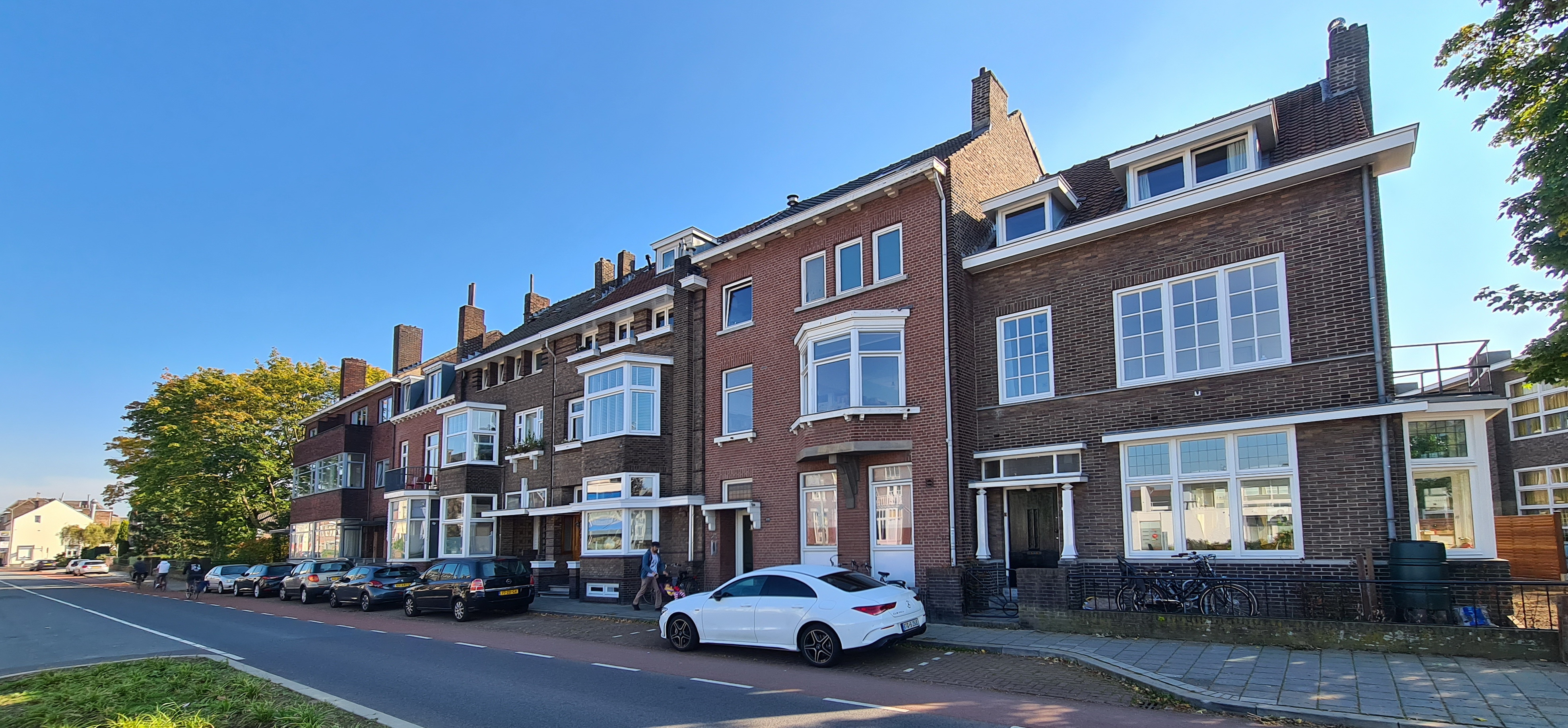
Scharnerweg 113 t/m 125

Scharnerweg 113 t/m 125 bestaat uit een zevental woonhuizen uit de jaren 1930. De nummers 123 en 125 zijn geen gemeentelijke monumenten, maar alle panden tonen de typische stijlkenmerken van die tijd, dat wil zeggen: (donker)bruine baksteengevels, brede daklijsten, diepliggende portieken, en erkers die vaak verticaal gekoppeld zijn. Het portiek van nummer 119 heeft gescheiden entrees ten behoeve van het benedenhuis en het bovenhuis. De expressionistisch vormgegeven voordeuren zijn bij alle panden oorspronkelijk. Nummer 113-115 is wellicht het meest stijlzuivere in dit rijtje. Het is een symmetrisch gebouw, bestaande uit twee beneden- en twee bovenhuizen. Het heeft natuurstenen plinten en trappartijen, en stalen ramen. Dit pand werd, even als twee andere panden in de straat, ontworpen door J. Schoonlingen: nr. 57-59 in 1928, nr. 119 in 1930 en nr. 113-115 in 1935. De vrij onbekend gebleven architect Schoonlingen werkte in de stijl van het nieuwe bouwen. Hij ontwierp verder onder andere de Hebiosbioscoop aan de Akersteenweg.
De Marechaussekazerne (Scharnerweg 101) is in 1914 gebouwd in traditionele stijl met neorenaissance-invloeden. Het gebouw ligt aan een voorplein met een groot gazon, enkele tientallen meters terug van de weg. De ter linkerzijde van het voorplein gelegen bebouwing dateert uit de jaren 1970 en is niet beschermd. Het volledig symmetrische hoofdgebouw bestaat uit drie volumes. Het bredere middendeel telt drie bouwlagen en huisvest de eigenlijke kazerne. In de lagere zijvolumes zijn twee dienstwoningen ondergebracht. De entrees van de kazerne en de dienstwoningen bevinden zich in risalerende geveldelen, die extra geaccentueerd worden door boogfriesen en trapgevels. De hoofdingang is omlijst met mergelstenen pilasters en een naar boven uitzwenkende architraaf. Daarboven bevindt zich een mergelstenen plaquette met de naam KONINKLIJKE MARECHAUSSEE en daarboven het rijkswapen. De kazerne wordt aan de straatzijde omgeven door een bakstenen muur met een ijzeren hekwerk dat deels vernieuwd is.

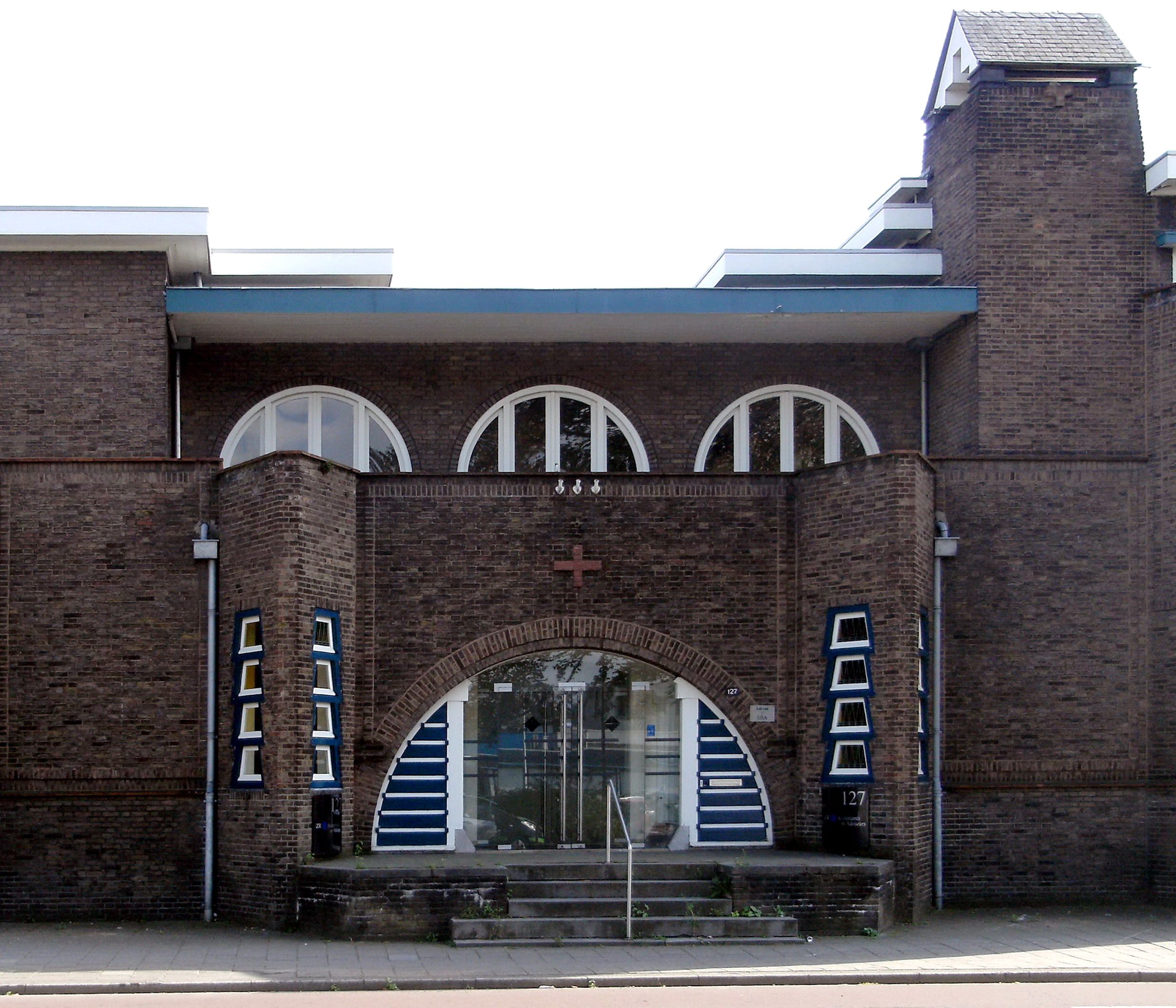
Sint-Angelaschool: entreepartij
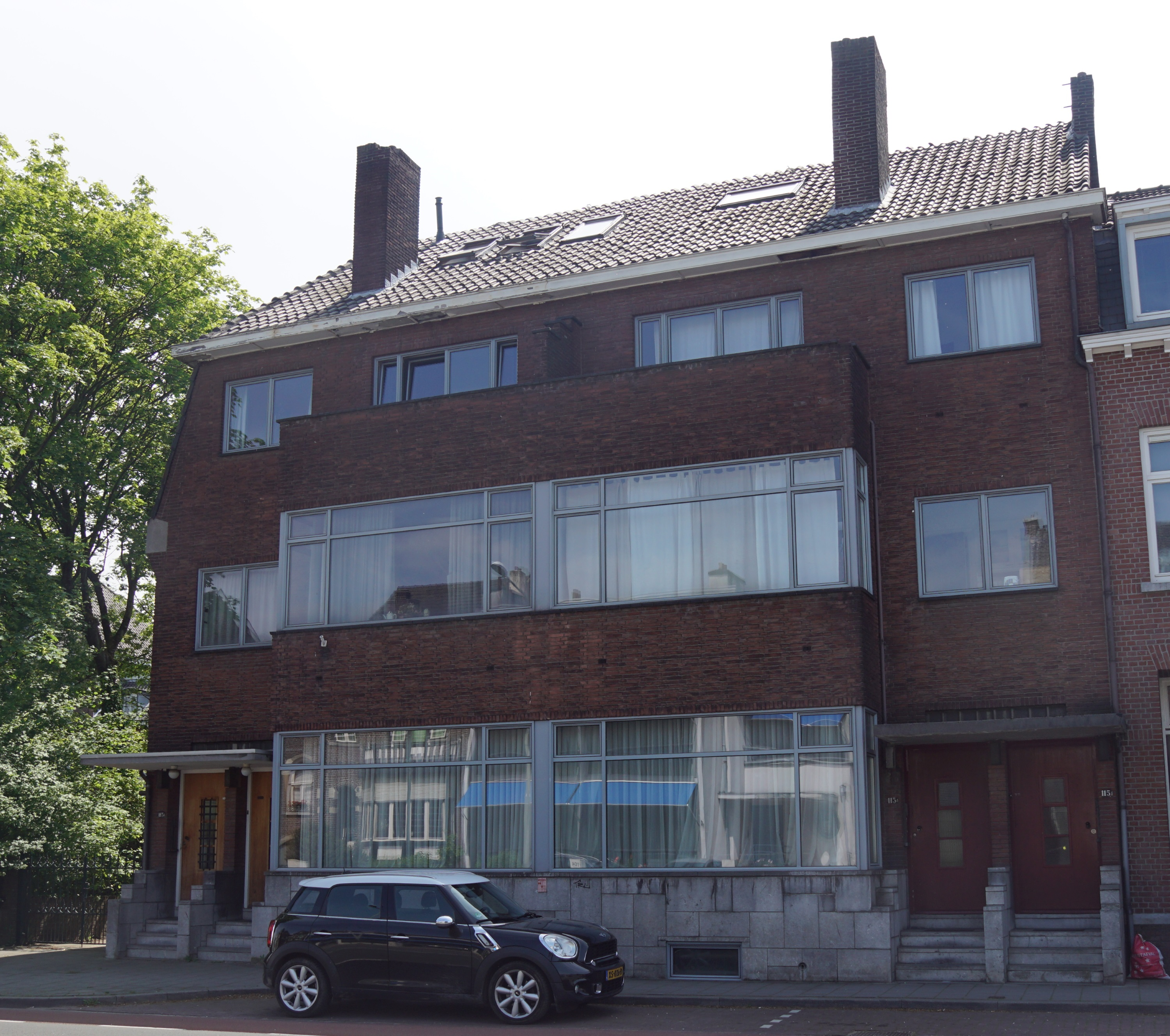
Nrs. 113a-b & 115a-b
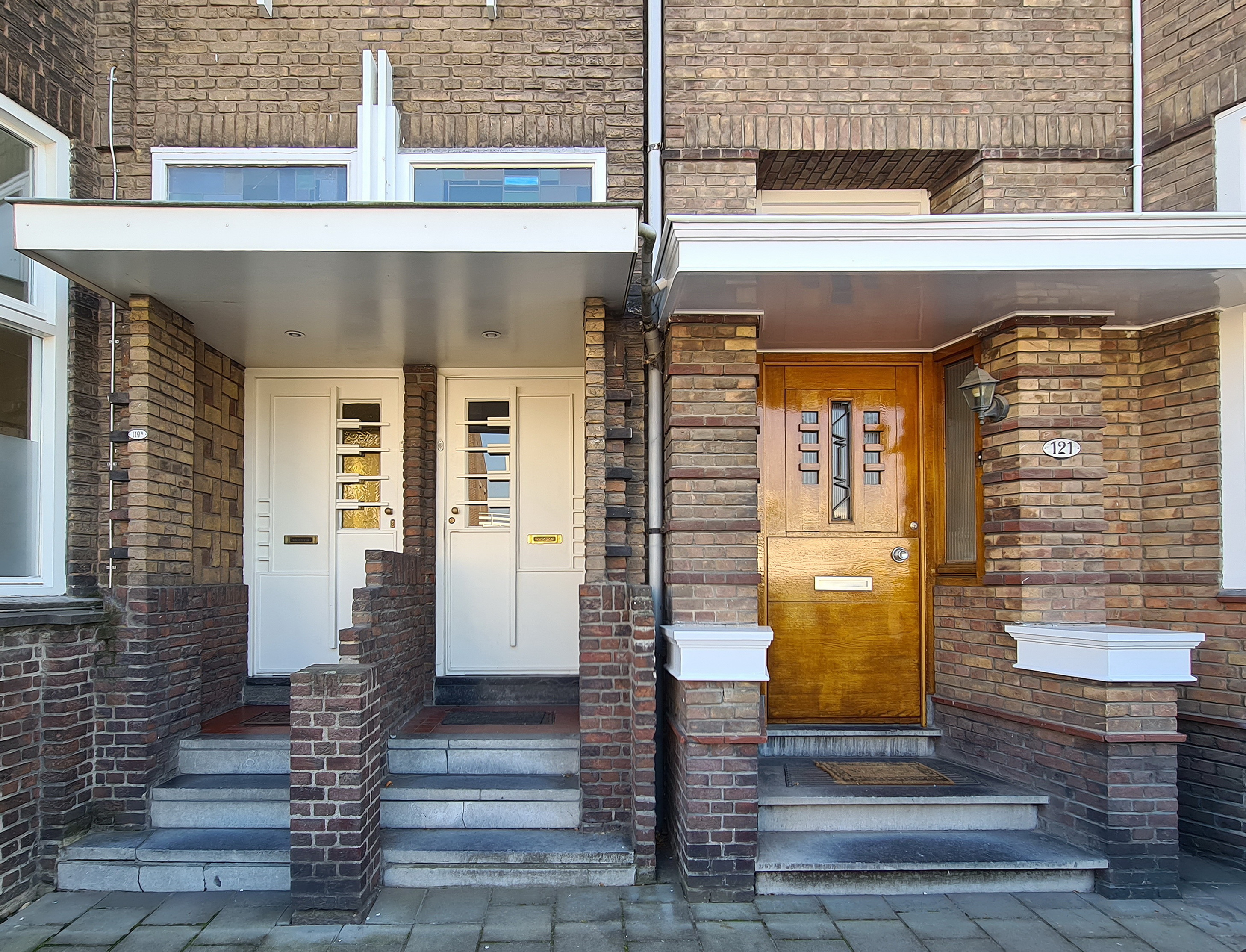
Nrs. 119a-b & 121: entrees
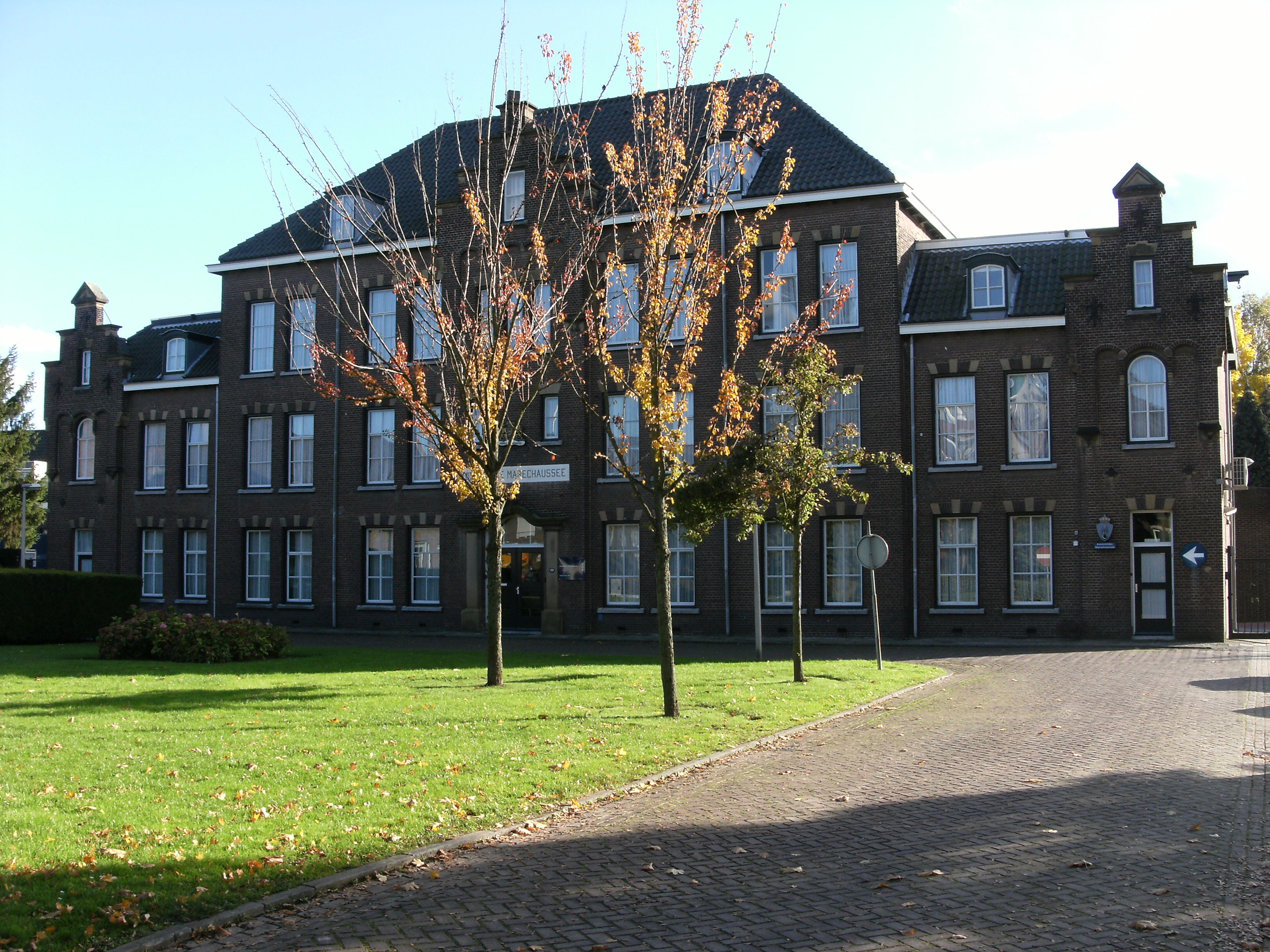
Marechausseekazerne

### Zuidzijde: Heerdergroenweg tot Van Caldenborghlaan
Tussen de Heerdergroenweg en de Sibemaweg telt de Scharnerweg aan de zuidzijde zeventien gemeentelijke monumenten, waarvan er zeven (acht panden) als dominant zijn aangemerkt. Het hoekhuis Scharnerweg 91/Heerdergroenweg heeft een laat achttiende-eeuwse kern. Van de eerste bouwlaag is de gevel wit  gepleisterd. De rest van de bakstenen gevel is wit geschilderd. De gevel aan de kant van de Scharnerweg telt vijf vensterassen. De entree is in het midden. Slechts de twee vensters ter rechterzijde van de entree, plus twee vensters om de hoek aan de Heerdergroenweg bezitten de originele hardstenen vensteromlijstingen. Links van de entree zijn de vensters omstreeks 1930 vervangen door een cafépui. Daarbij is ook de deuromlijsting met een rijk bewerkte sluitsteen, te zien op een foto uit 1914, verdwenen.
De meeste andere panden in dit straatdeel zijn gebouwd in het eerste kwart van de twintigste eeuw. De nummers 75-77, 45-47 en 41-43 betreffen dubbele woonhuizen, waarvan met name het pand op nr. 45-47 uit 1902 opvalt door het vooruitspringende bouwdeel met hoog opgaand schilddak. In dit middendeel bevinden zich de entrees, met oorspronkelijke deuren en omgeven door gepleisterde sierpanelen, en daarboven twee vensters met pseudo-balustrades. Het schilddak is met leien gedekt en voorzien van dakkapellen met halfronde frontons. De dakkapellen van de zijtraveeën hebben driehoekige frontons. De gekoppelde vensters op de begane grond hebben een segmentboogvulling van siertegelwerk in jugendstil. Bij het linkerpand zijn de gekoppelde vensters uitgebroken en vervangen door een etalageruit. Van de individuele panden in dit rijtje springt nr. 71 het meest in het oog. Het is een vrij zeldzaam voorbeeld van jugendstil of art nouveau in Maastricht, maar blijkt bij nadere beschouwing identiek aan de panden Spoorweglaan 10 en 15. De gevel is ingedeeld in een breder linkerdeel met een verdiept gevelvlak van gele baksteen, en een smal rechterdeel van roodbruine baksteen, waarin zich de ingang bevindt. Op de eerste verdieping van het linkerdeel bevindt zich een hoefijzervormige balkonpui met houten balkondeuren en zij- en bovenlichten, waarvan de roeden gebogen vormen hebben.
Op de schuine hoeken van de Scharnerweg en de Mockstraat staan twee panden die, ondanks de verschillen, beide op een fraaie manier de hoekfunctie benadrukken. Scharnerweg 33, een eclectisch woonhuis uit circa 1910, doet dat door middel van een evenwijdig aan de Mockstraat geplaatst bouwvolume, waarvan de lange gevel net voor de hoek terugwijkt en daar aansluiting zoekt met het relatief kleine, vierkante bouwvolume aan de Scharnerweg. In de oksel tussen de twee gebouwdelen is de ingang gesitueerd, met een oorspronkelijke voordeur. De gebouwdelen worden gedekt door een plat dak, dat aan de zijkanten afgeschuinde, met leien gedekte dakschilden heeft. De gevels van rode baksteen zijn verlevendigd met banden van kunststeen en vensteromlijstingen van oranje baksteen. Bij het andere hoekhuis (nr. 31), in 1913 in eclectische stijl gebouwd, wordt de hoek geaccentueerd door een serre-achtige erker, die de vorm heeft van een halve achthoek, met daarboven een balkon. De erkervensters zijn vernieuwd met glas-in-loodramen. Het balkon heeft een oorspronkelijk smeedijzeren balkonhek. De bruinrode baksteengevels worden hier verlevendigd door banden van mergel en Naamse steen. Opvallend is de houten dakgoot, die voorzien is van sierlijke consoles. Het huis heeft een half mansardedak, dat het mogelijk deelde met een niet meer bestaand buurpand. Boven de ingang bevindt zich een dakkapel met een hoog opgaand tentdakje. Het toreneffect daarvan wordt door het naastgelegen, zeer dominante appartementengebouw te niet gedaan.

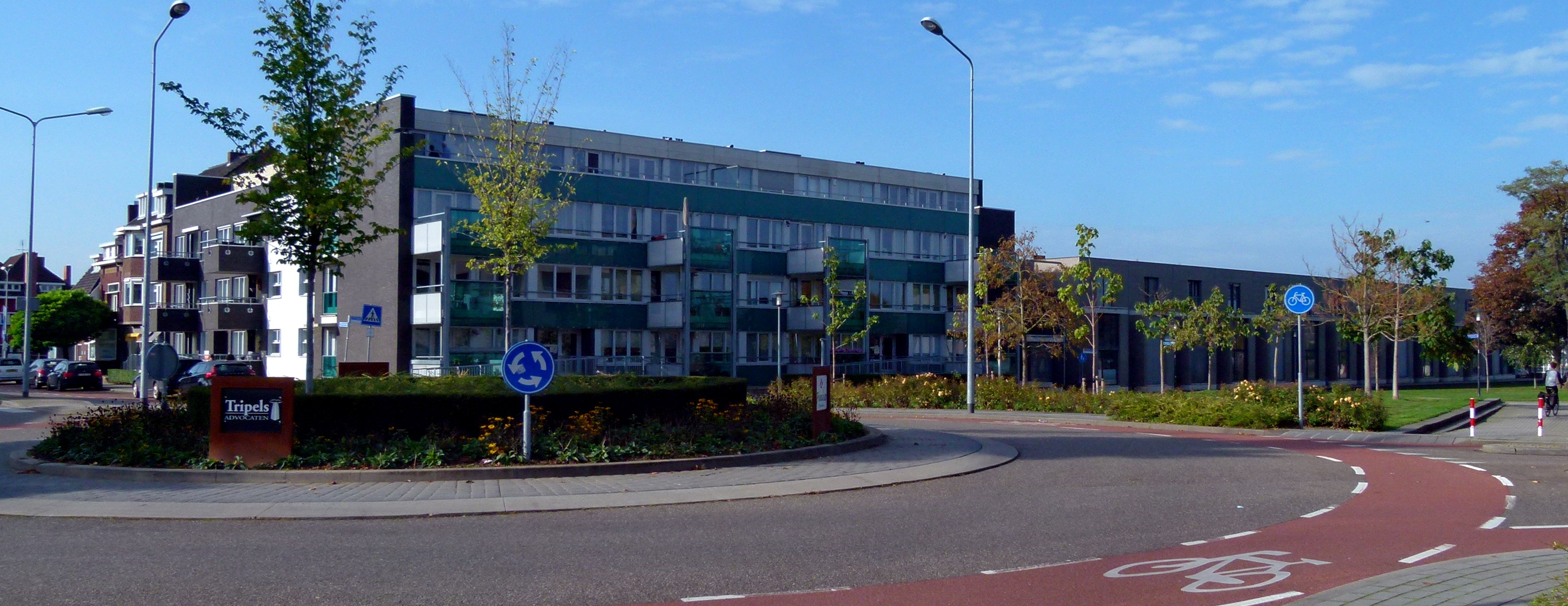
Nieuwbouw Aldegondaplantsoen aan het begin/eind van de Scharnerweg

Scharnerweg 1 is het enige gemeentelijke monument in het laatste stuk van de straat vanaf de Sibemaweg. Het betreft een vrijstaand herenhuis in chaletstijl, gebouwd omstreeks 1910. Het pand bestaat uit twee bouwlagen onder twee haaks op elkaar geplaatste zadeldaken. De licht overkragende geveltoppen, zowel aan de voorgevel als aan de rechter zijgevel, zijn versierd met pseudo-vakwerk. De gevels zijn opgetrokken in bruinrode baksteen met banden van mergelsteen. De entree bevindt zich links in de voorgevel en heeft een gemetselde rondboogomlijsting met mergelstenen aanzet- en sluitstenen. De voordeur is oorspronkelijk en heeft een halfrond bovenlicht, dat verdeeld is in een groot aantal kleine ruitjes. Rechts van de entree bevindt zich een erker met drie hoge vensters, eveneens met meerruits bovenlichten. Boven de erker bevindt zich een balkon, waarvan het balkonhek en de balkondeuren niet oorspronkelijk zijn. De rechter zijgevel bevat in het linker gevelvlak vier blinde vensternissen. De linker zijgevel is raamloos en onversierd.

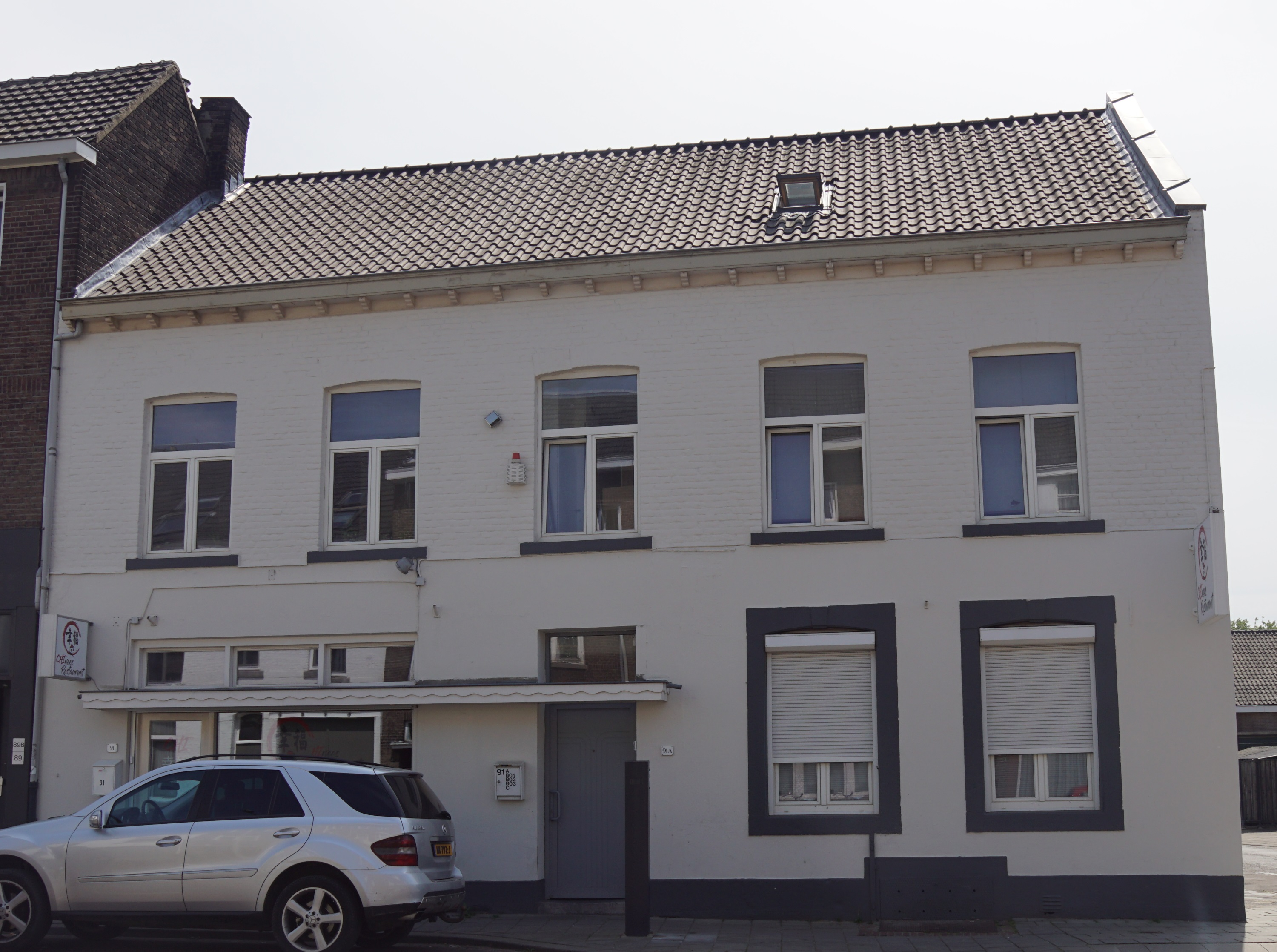
Nr. 91
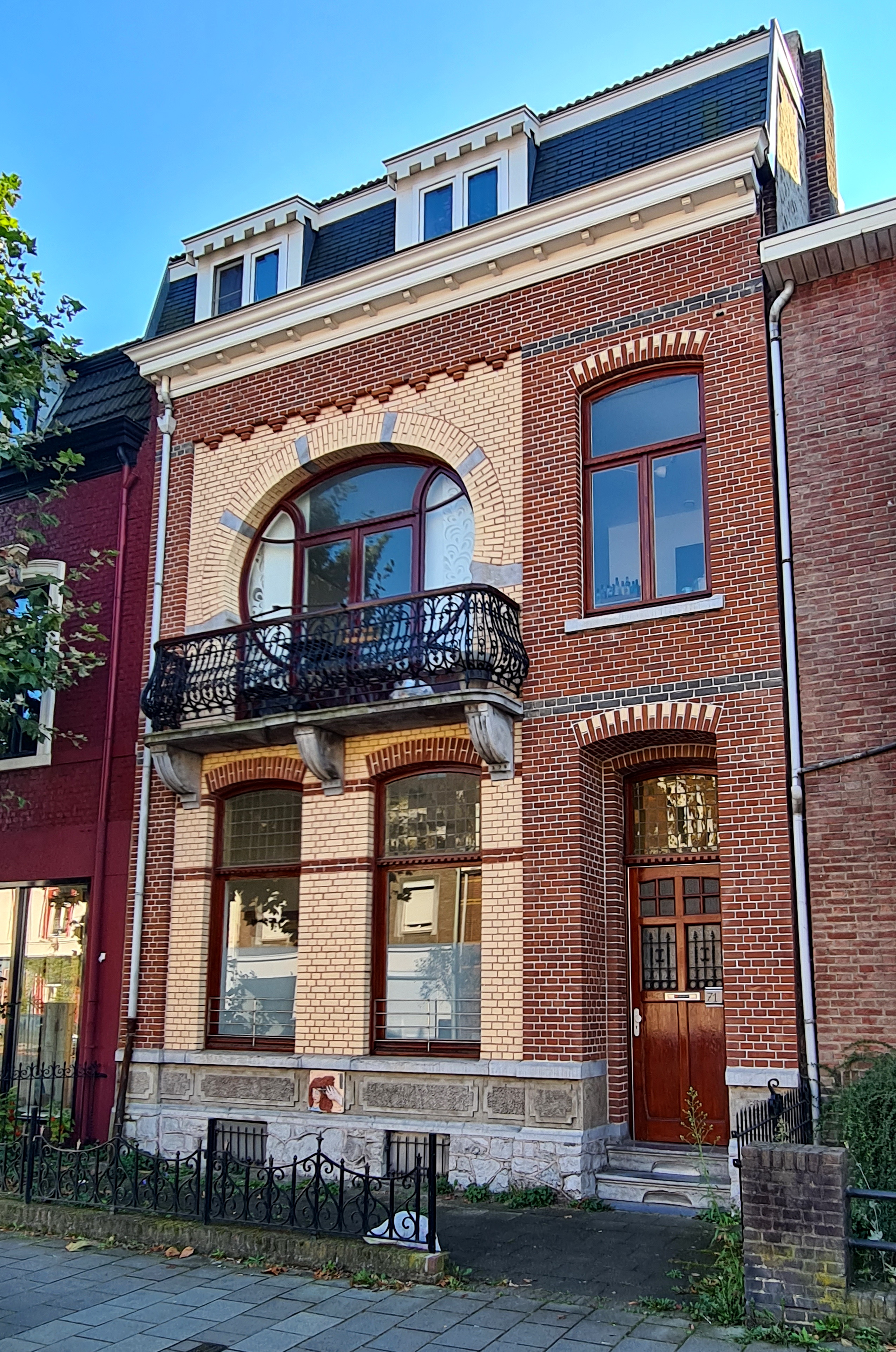
Nr. 71
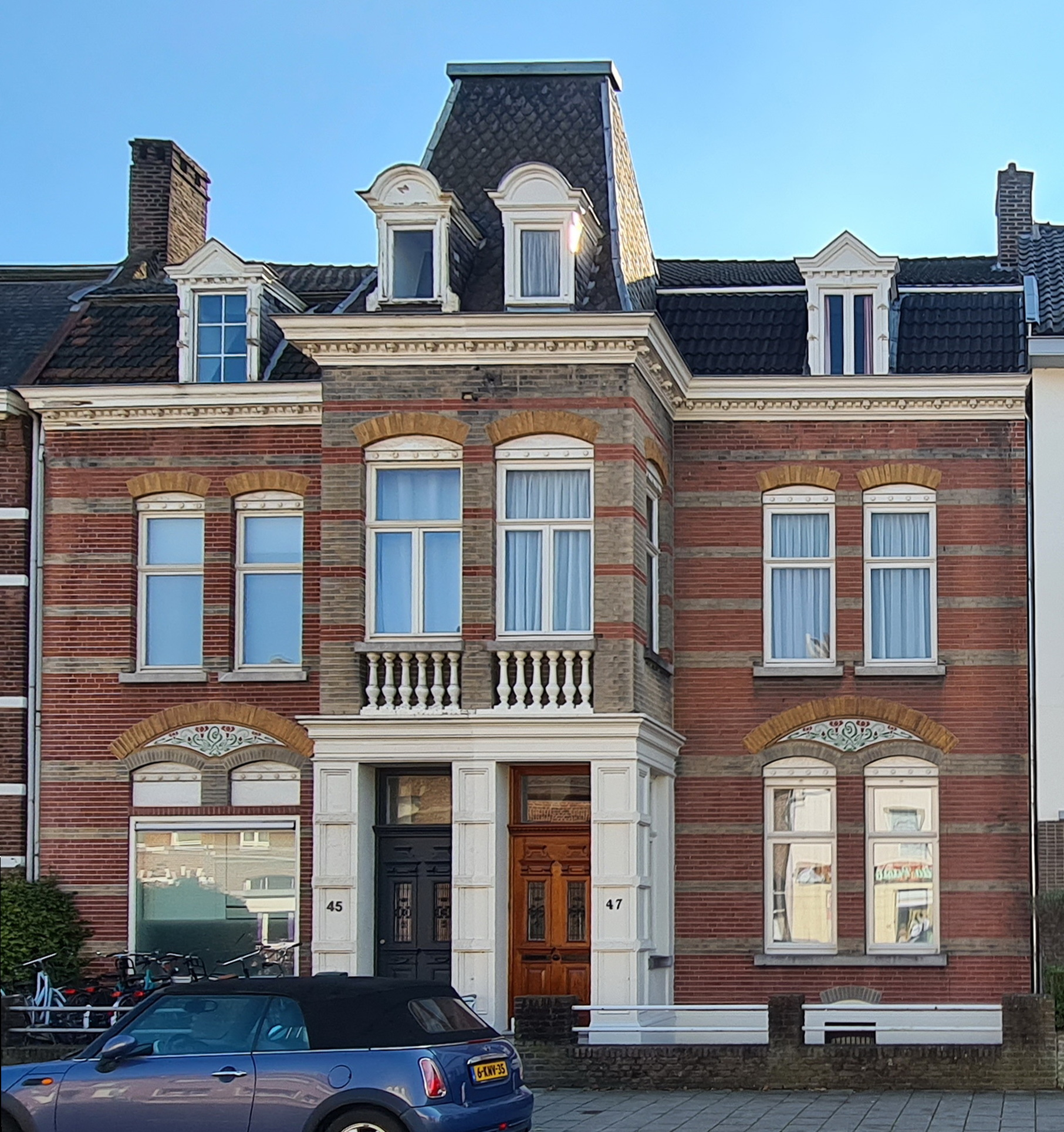
Nrs. 45 & 47
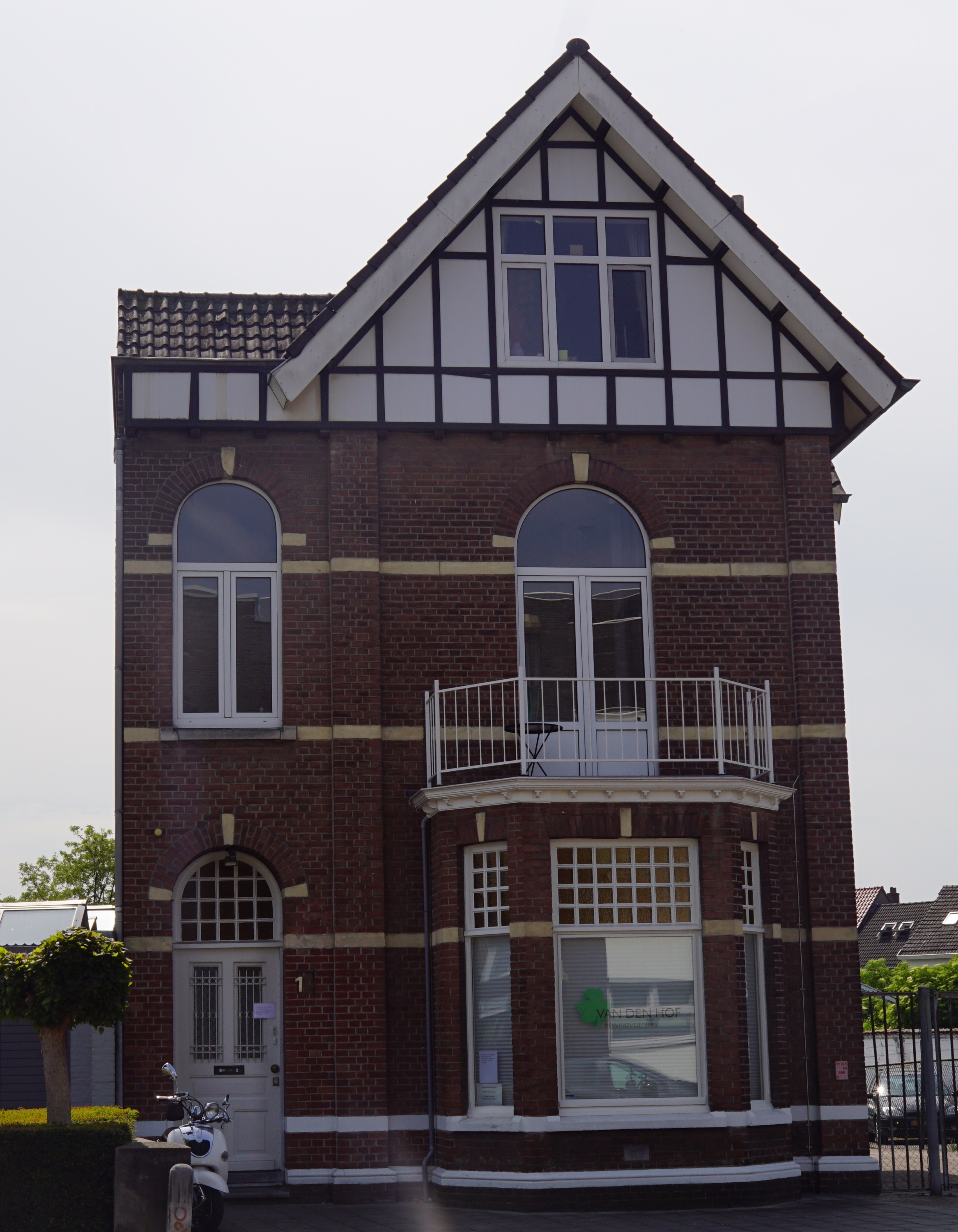
Nr. 1